# Chapelle Tornabuoni
La chapelle Tornabuoni (en italien : Cappella Tornabuoni) est la chapelle centrale de l'abside de la basilique Santa Maria Novella, première basilique de Florence en Italie.
Elle contient l'un des plus grands cycles de fresques de toute la ville, réalisé par Domenico Ghirlandaio et son atelier de 1485 à 1490, lequel est dans un bon état de conservation.

## Histoire
La chapelle principale de Santa Maria Novella est décorée de fresques pour la première fois au milieu du XIVe siècle par Andrea Orcagna. Des vestiges de ces fresques les plus anciennes ont été retrouvés lors des restaurations des années 1940, lorsque, notamment dans la voûte, des figures de personnages de l'Ancien Testament ont réapparu sous les fresques ultérieures, qui se sont à leur tour détachées, et sont aujourd'hui exposées dans l'ancien-réfectoire qui fait partie du musée de Santa Maria Novella.
La famille Sassetti, riches banquiers liés aux Médicis, avait acquis depuis de nombreuses générations les droits de décorer le maître-autel de l'église, tandis que les murs de la chapelle et du chœur étaient l'apanage de la famille Ricci, qui, cependant, ne s'était jamais complètement remise de l'effondrement financier des compagnies florentines de 1348. Pour cette raison, les fresques d'Orcagna étaient déjà gravement compromises dans la seconde moitié du XVe siècle, car les Ricci n'étaient plus en mesure de pourvoir à leur restauration et à leur entretien. Au cours d'une cérémonie officielle, le droit de patronage sur le chœur est cédé aux Sassetti. Le chef de famille prénommé Francesco, ayant François d'Assise comme saint patron, veut faire créer un cycle de fresques avec les histoires de saint François. La rivalité, jamais trop cachée entre dominicains et franciscains, fait cependant que les frères s'opposent fermement à l'idée de faire décorer la chapelle principale de leur église de scènes d'un saint qui ne soit pas de leur ordre, ce qui provoque un long contentieux judiciaire, qui finit par un accord avec les frères dominicains : Sassetti doit se rabattre sur la basilique Santa Trinita, où Domenico Ghirlandaio peint ce qui est considéré comme son chef-d'œuvre, la chapelle Sassetti.

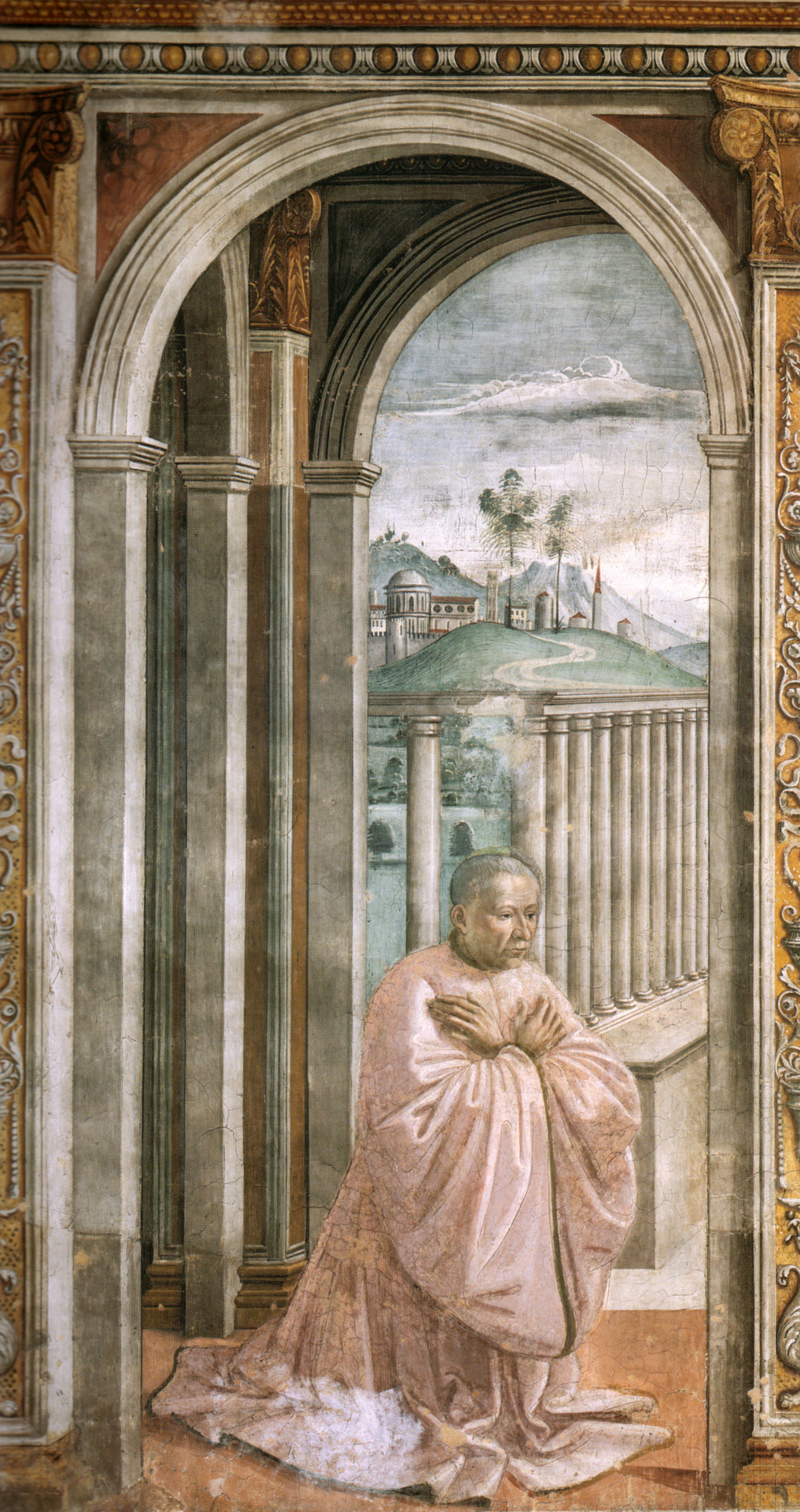
Giovanni Tornabuoni.
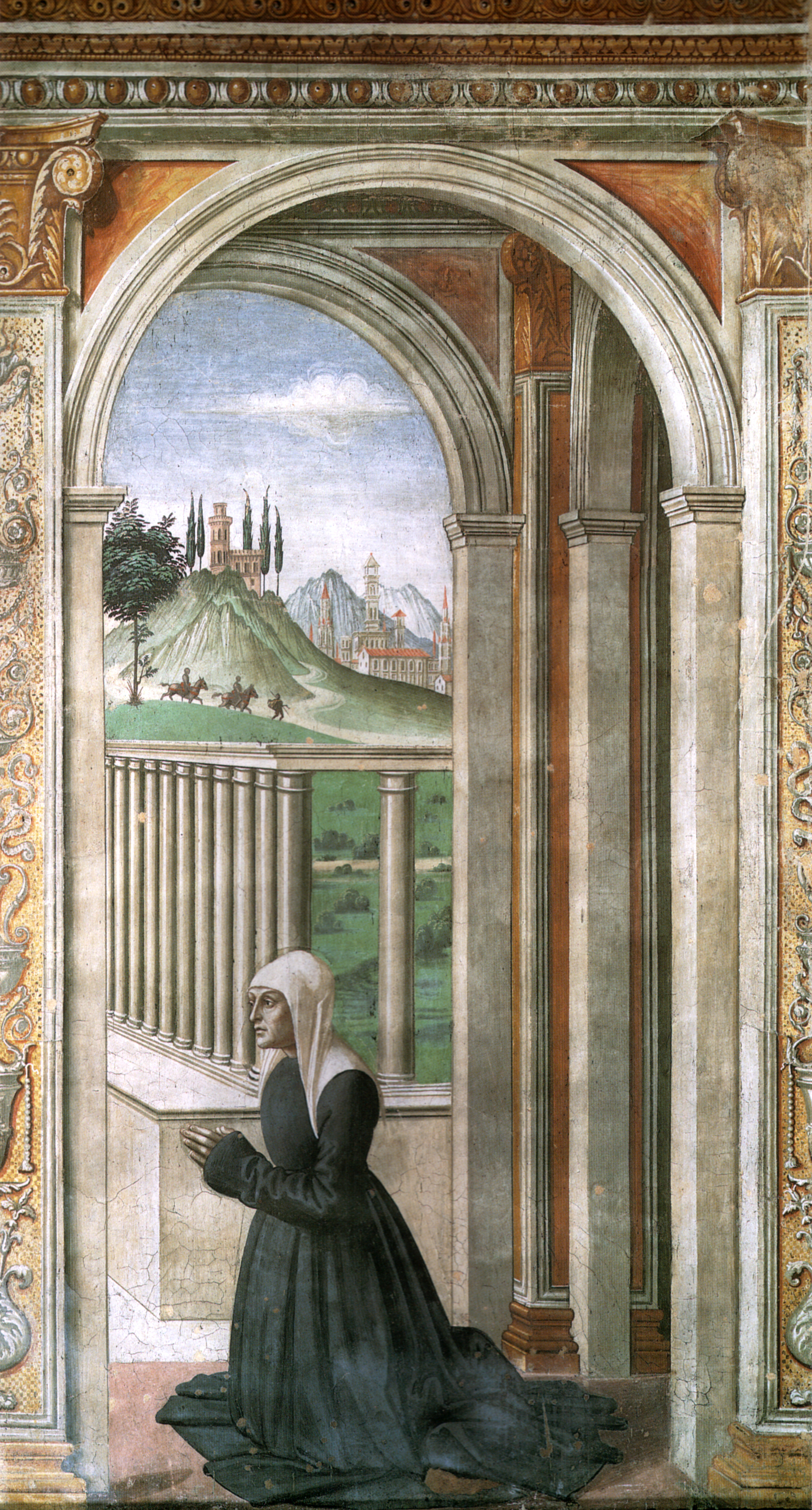
Francesca Pitti.

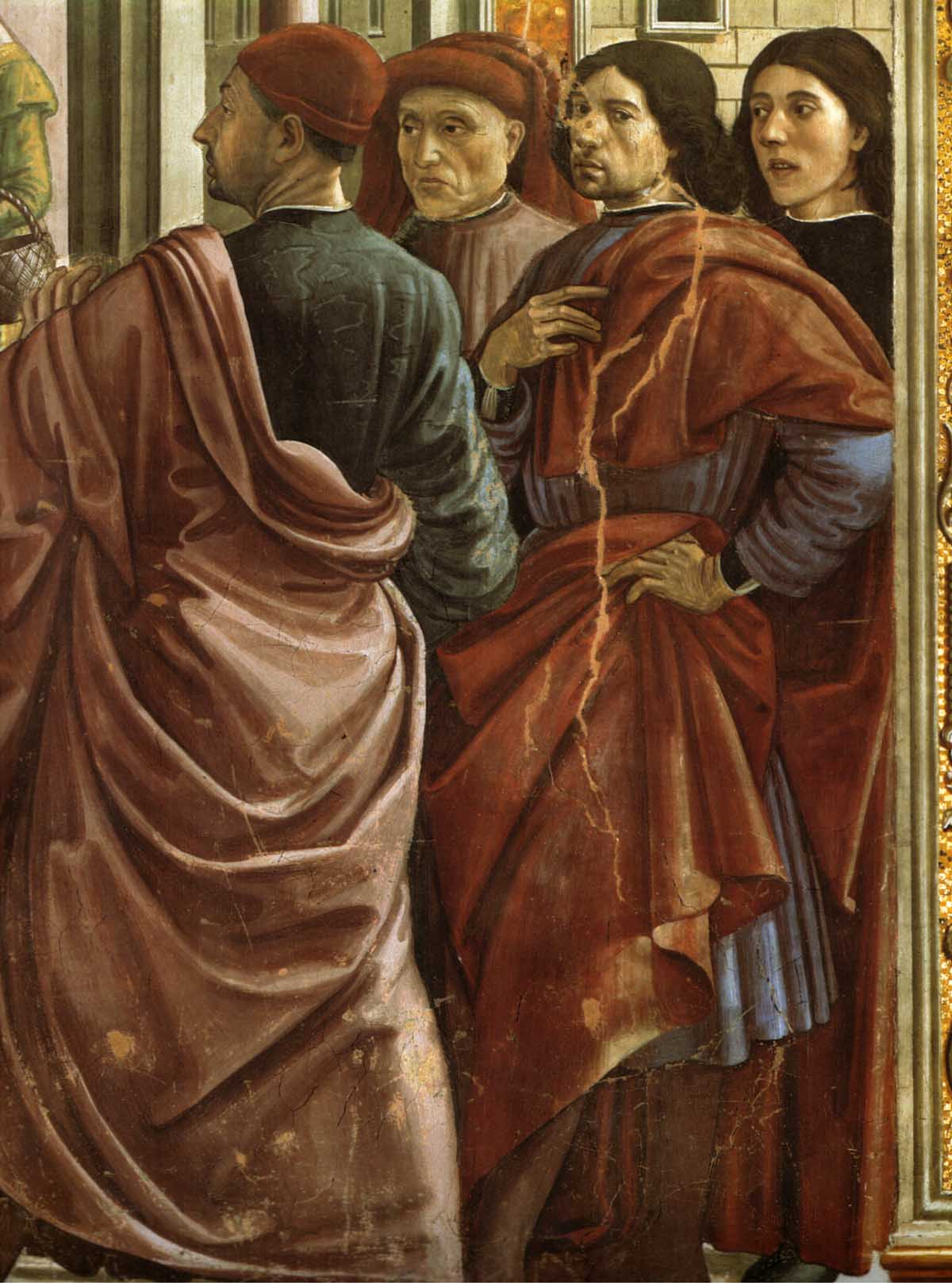
Autoportrait de Ghirlandaio et de ses collaborateurs dans la scène de L'Expulsion de Joachim du Temple.

Ghirlandaio, cependant, ne perd pas la commande, car en 1485, alors que les fresques de Santa Trinita ne sont pas encore achevées, Giovanni Tornabuoni l'appelle pour la chapelle principale de Santa Maria Novella (le contrat est daté du 1er septembre), cette fois avec des scènes de la vie de Marie et de saint Jean-Baptiste (saint patron de « Giovanni » Tornabuoni et de la ville de Florence elle-même, si apprécié de tous les citoyens), qui reprennent probablement les scènes précédentes d'Orcagna. En effet, Tornabuoni a négocié avec les Ricci le patronage de la chapelle perdue par Sassetti cinq ans plus tôt. Vasari rapporte une anecdote sur les accords entre Tornabuoni et Ricci : ce dernier avait vérifié dans le contrat que leurs armoiries figuraient dans tous les cas « à l'endroit le plus évident et le plus honoré qui se trouvait dans cette chapelle » ; Tornabuoni ne l'a finalement fait insérer que dédaigneusement dans le cadre du retable du tabernacle, qui malgré tout est déclaré lieu « évident et honoré » au magistrat des Otto di Guardia e Balìa, étant au-dessus du récipient à hosties et donc du Christ lui-même.
Le contrat d'exécution des fresques est minutieux, décrivant les scènes une à une, se concentrant sur la décoration des fonds et des partitions architecturales, avec une large utilisation de couleurs coûteuses telles que les bleus et la dorure. Des personnages, des villes, des montagnes, des étangs, des rochers, des animaux, etc. doivent apparaître dans les scènes. Chaque esquisse doit être soumise au préalable au jugement de Giovanni, qui peut ajouter des compléments contraignants à l'auteur. La rémunération attendue est de 1 100 florins, même si Vasari rapporte le chiffre de 1 200 avec la clause de 200 supplémentaires en cas d'entière satisfaction du client, ce que Ghirlandaio, selon l'historien d'Arezzo, aurait alors refusé.
Ghirlandaio achève l'œuvre monumentale dans les années stipulées dans le contrat. Lui, qui est à l'époque l'artiste le plus célèbre de la classe marchande florentine, y travaille ensuite entre 1485 et 1490 (comme en témoigne l'inscription au-dessus de la scène de L'Annonce à Zaccaria : AN [NO] MCCCCLXXXX QUO PULCHE [ R] RIMA [ sic] CIVITAS OPIBUS VICTORIIS ARTIBUS AEDIFICIISQUE NOBILIS COPY SALUBRITATE PACE PERFRUEBATUR, c'est-à-dire « L'année 1490 dans laquelle la belle ville de richesses, de victoires et d'activités, célèbre pour ses monuments, jouissait de l'abondance, de la bonne santé, de la paix »), avec l'aide de son atelier où figurent d'autres artistes tels que ses frères Davide et Benedetto, son beau-frère Sebastiano Mainardi ou encore le très jeune Michel-Ange, encore adolescent à l'époque, dont la main n'est cependant pas vérifiable avec certitude dans une quelconque scène. Compte tenu de la taille de l'entreprise, une grande partie est peinte à l'aide d'assistants, mais le maître Domenico reste responsable de la conception de l'ensemble du cycle et de la supervision afin que le style final soit homogène. Les vitraux sont également réalisés à sa conception, et l'ensemble est complété par un magnifique retable, le dit Pala Tornabuoni, à plusieurs compartiments, aujourd'hui réparti entre plusieurs musées.

### Histoire récente
Les fresques ont été restaurées plusieurs fois ; au XVIIIe siècle, Agostino Veracini s'en est probablement occupé, qui est également intervenu sur celles de la chapelle des Espagnols voisine.
En 1804, la chapelle principale est restructurée ; à cette occasion, le Pala Tornabuoni est dispersé, qui finit sur le marché des antiquités et parvient, démembré, dans les musées de Munich et de Berlin. En 1861, le maître-autel de la basilique est étonnamment placé en position avancée dans la chapelle, à la place de l'ancien emplacement près du mur. De fait, le point de vue idéal des fresques est perdu, qui est exactement là où se trouve l'autel.

## Structure du cycle des fresques

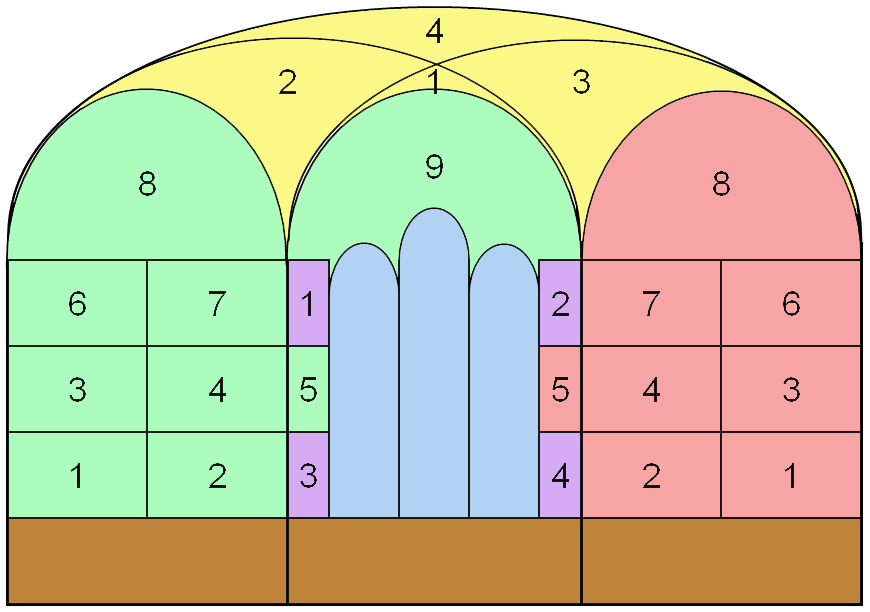
Schéma des fresques : * en vert : les Histoires de la Vierge ; * en rouge : Histoire de saint Jean Baptiste ; * en violet : Épisodes de la vie de saint Dominique et des commanditaires ; * en jaune : les panneaux des Évangélistes.

Les fresques ont pour thème les Scènes de la vie de la Vierge et de saint Jean Baptiste, encadrées de fausses architectures (piliers à chapiteaux corinthiens dorés et entablements à denticules, sur les trois murs disponibles. Les scènes se lisent de bas en haut, de droite à gauche, selon un schéma qui devait être un peu archaïque à l'époque.
Les deux murs principaux, à droite et à gauche, présentent chacun trois rangées de scènes, elles-mêmes divisées en deux scènes rectangulaires, et une grande lunette au sommet, soit un total de sept scènes murales.
Le mur du fond a une grande fenêtre à trois lumières avec des fenêtres polychromes, réalisée en 1492 par Alessandro Agolanti d'après un dessin de Ghirlandaio lui-même ; il représente les princes des apôtres, Pierre et Paul, puis deux saints particulièrement vénérés à Florence, Jean-Baptiste et Laurent, puis deux saints dominicains Dominique et Thomas, culminant au centre avec deux miracles de la Vierge : La Sainte Ceinture et le Miracle de la neige.
En-dessous, parmi les fresques, figurent les deux mécènes agenouillés, Giovanni Tornabuoni et son épouse Francesca Pitti, tandis que dans les deux registres supérieurs sur les côtés de la fenêtre se trouvent deux paires de scènes plus petites, surmontées d'une seule grande lunette qui conclut le cycle avec Le Couronnement de la Vierge.
Dans les voiles de la voûte à croisée d'ogives se trouvent les quatre évangélistes .
Le schéma des trois parois de la chapelle absidiale occupées par les fresques est le suivant :
- à gauche : Début des épisodes de la Vie de la Vierge Marie
- en face : épisodes divers avec les saints Dominique et Pierre martyr (et Annonciation, Couronnement de la Vierge, saint Jean dans le désert)
- à droite : épisodes de la Vie de saint Jean Baptiste (et Visitation de la Vierge à Élisabeth)
- sur la voûte : les quatre évangélistes

## Mur de gauche
Les Histoires de Marie commencent sur le mur de gauche et se terminent dans la lunette du mur du fond avec Couronnement.
Suivant les repères verts du schéma ci-dessus :
1. Cacciata di Gioacchino dal Tempio perché sterile (Joachim chassé du temple car stérile)
2. Natività di Maria (nativité de Marie)
3. Presentazione al Tempio (Présentation de Marie au Temple)
4. Sposalizio della Vergine (Mariage de la Vierge)
5. Natività di Cristo (Nativité du Christ)
6. Strage degli Innocenti (Massacre des Innocents)
7. Morte e Assunzione della Vergine (tympan) (mort de la Vierge et Assomption de la Vierge)

### Expulsion de Joachim du Temple

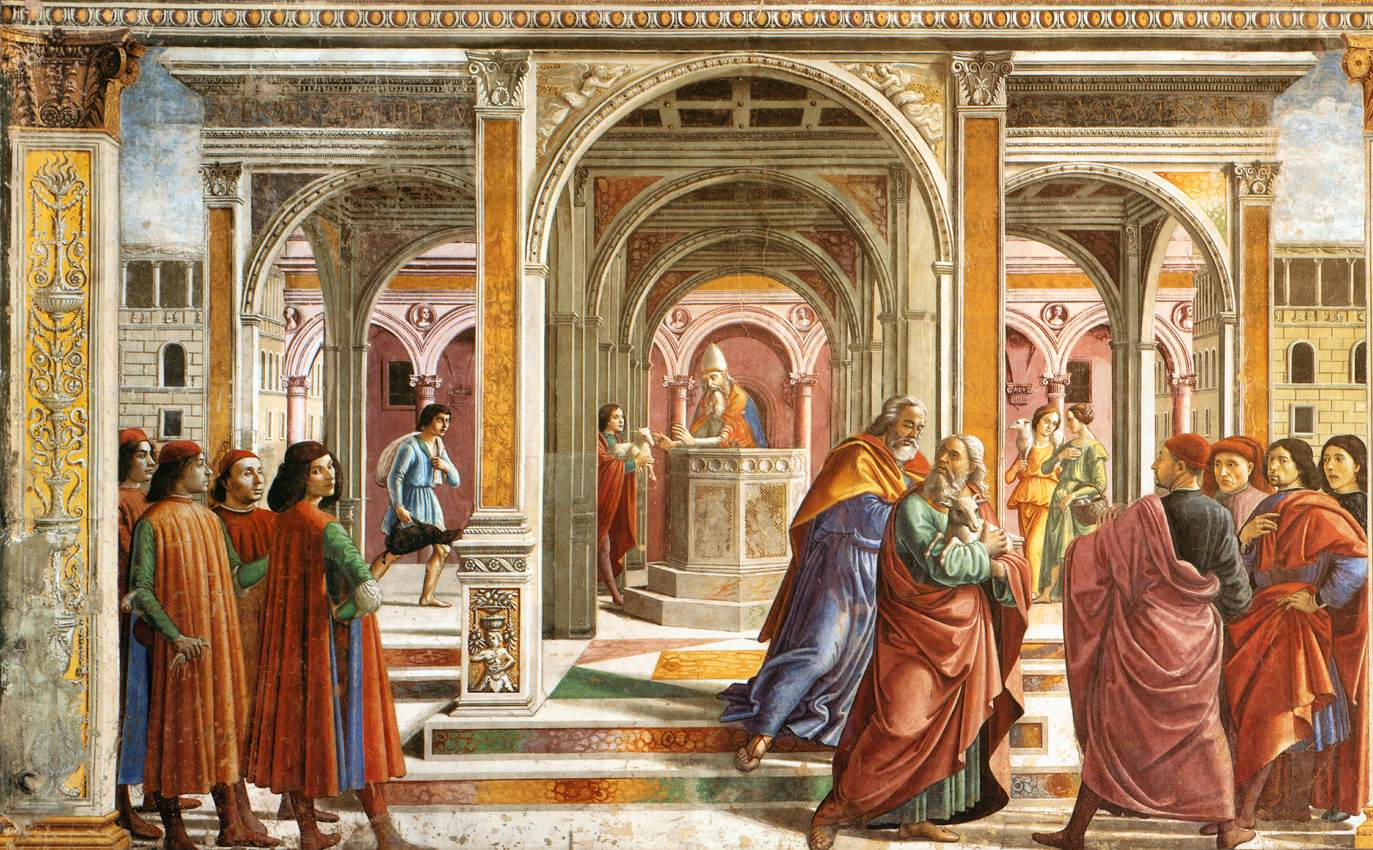
Expulsion de Joachim du Temple.

Le premier épisode est l''Expulsion de Joachim du Temple, où diverses personnes préparent un sacrifice avec des agneaux ou d'autres animaux  qu'ils tiennent dans leurs bras, mais au premier plan Joachim (père de Marie) en est éloigné en raison de sa stérilité présumée : ceux qui n'avait pas de descendance directe n'étaient pas admis à la cérémonie.
Ghirlandaio a planté le décor dans une somptueuse loggia en croix grecque, parfaitement raccourcie en profondeur par une série d'arcs séquentiels, avec un autel octogonal au centre où brûle le feu et où un prélat reçoit les animaux à sacrifier. L'architecture occupe une grande partie de la scène (exclusivement pour la moitié supérieure), qui suit par ailleurs une approche plutôt traditionnelle. L'étude naturaliste de la lumière, qui se répand sur les personnages d'en haut, essayant d'imiter l'éclairage réel de la chapelle, est intéressante.
La scène se déroule selon une élégante mise en scène théâtrale symétrique, avec deux groupes de Florentins de chaque côté, qui agissent en spectateurs de la scène, représentés dans diverses poses élégantes : ils ont des vêtements plus à la mode de l'époque que ceux de personnages bibliques. Dans le groupe de gauche doivent être représentés, entre autres, Lorenzo Tornabuoni, fils du commanditaire, et Pierre II de Médicis, cousin et ami de celui-ci ; les deux autres jeunes hommes devraient être Giannozzo Pucci ou Bartolini Salimebni et Alessandro Nasi, ce dernier fiancé à Ludovica Tornabuoni. Dans celui de droite l'autoportrait de l'artiste (l'avant-dernier, qui regarde vers l'observateur) est identifiable, ainsi que d'autres membres de la famille : selon le témoignage de Vasari, le garçon derrière lui serait Sebastiano Mainardi, l'homme derrière son frère David et l'homme âgé son père, l'orfèvre Tommaso Bigordi, ou son professeur Alesso Baldovinetti, selon l'annotation de Vasari.
La loggia à l'arrière-plan ressemble (mais n'est pas) à l'hôpital voisin de San Paolo, qui à l'époque était en construction de l'autre côté de la piazza Santa Maria Novella, avec des médaillons sur les arcs portant des figures à mi-corps. Les deux bâtiments latéraux, en revanche, ne correspondent à aucun bâtiment en particulier, mais suivent une typologie très courante à l'époque, avec bossages et loggia supérieure.

### Nativité de la Vierge

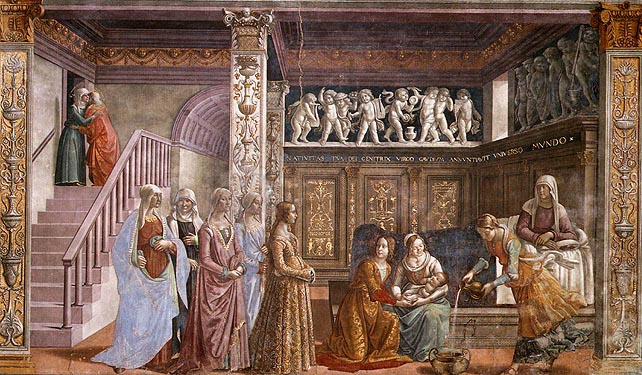
Nativité de la Vierge.

La deuxième scène est celle de la Nativité de la Vierge, chef-d'œuvre du ton « intime et ordinaire » de Ghirlandaio : malgré le mobilier somptueux, une atmosphère poétique et intimiste prévaut. La scène se déroule dans une salle luxueuse aux piliers décorés, avec un escalier en perspective parfaite sur la gauche, et une armoire aux incrustations dorées (peut-être sur cuir), surmontée d'un bas-relief d'angelots classiques, rappelant la cantoria de Donatello et celle de Luca della Robbia à la cathédrale Santa Maria del Fiore, tandis qu'au centre se trouve le lit avec sa mère, sainte Anne : tandis qu'une infirmière verse de l'eau dans un bassin de façon scénique, deux autres tiennent Marie dans leurs bras. Un cortège de femmes, magnifiquement vêtues, s'apprête à leur rendre visite. En haut de l'escalier se déroule la scène de l'étreinte entre Joachim et Anea, une simplification de l'épisode de la rencontre à la Porte dorée (Jérusalem).
La scène est considérée comme l'une des plus réussies de la chapelle, avec l'architecture complexe qui crée comme une scène théâtrale dans laquelle les personnages prennent place. Dans le cadre des armoires, une inscription latine se lit « NATIVITAS TUA DEI GENITRIX VIRGO GAUDIUM ANNUNTIAVIT UNIVERSO MUNDO » (« Votre naissance, Ô Vierge Mère de Dieu, a annoncé la joie à tout l'univers »), tandis que parmi les incrustations grotesques, l'artiste a apposé sa signature sur les armoires : BIGHORDI (son vrai nom de famille, Bigordi) et GRILLANDAI (le surnom raccourci à la manière florentine). Ghirlandaio étudie la lumière naturelle du lieu, mettant par exemple la frise de droite dans l'ombre, car elle fait face à la fenêtre (alors que celle de devant est éclairée dès le départ grâce à une fenêtre peinte savamment placée).
La femme qui ouvre le cortège est Ludovica Tornabuoni, fille du commanditaire, qui est représentée de profil, dans une pose parfaitement droite, avec une robe de très riche brocart doré extraordinaire. Elle réapparaît également dans la scène de la Visitation avec la même robe, mais avec des manches d'été, qui ne couvrent pas sa main. Elle est accompagnée d'une servante et d'une jeune fille aux taches de rousseur que l'on aperçoit également, plutôt comme une enfant, au premier plan dans la fresque au-dessus de l'autel de la chapelle Sassetti (Miracle de la résurrection de l'enfant ). Plus loin derrière, figurent  peut-être les sœurs de Giovanni, Dianora ou Lucrezia Tornabuoni.
Seule l'infirmière agenouillée remarque la présence des femmes. La rigidité de ces figures, toutes immobiles, dans un sang-froid hautain, est contrastée par la seule figure en mouvement de la servante versant l'eau (dont il reste un dessin préparatoire au Cabinet des dessins et des estampes du musée des Offices), au mouvement gracieux, vêtue d'une robe flottante, peut-être en soie, et d'une écharpe ondulante.
Contrairement à l'épisode précédent, les personnages peints par l'atelier avec des traits hâtifs sont ici plus rares (comme les personnages de fond dans l'épisode de l'Expulsion de Joachim) et si l'on exclut les deux personnages du haut du palier, les portraits sont tous très soignés. Les visages des servantes, à la fois de celle qui verse (qui est dans l'ombre) et de celle qui tient l'enfant, courbée en raccourci et avec un sourire joyeux et vif, sont particulièrement remarquables.
La Naissance de saint Jean, composée selon un schéma symétrique, vient contrebalancer cette scène sur le mur opposé.

### Présentation de Marie au Temple

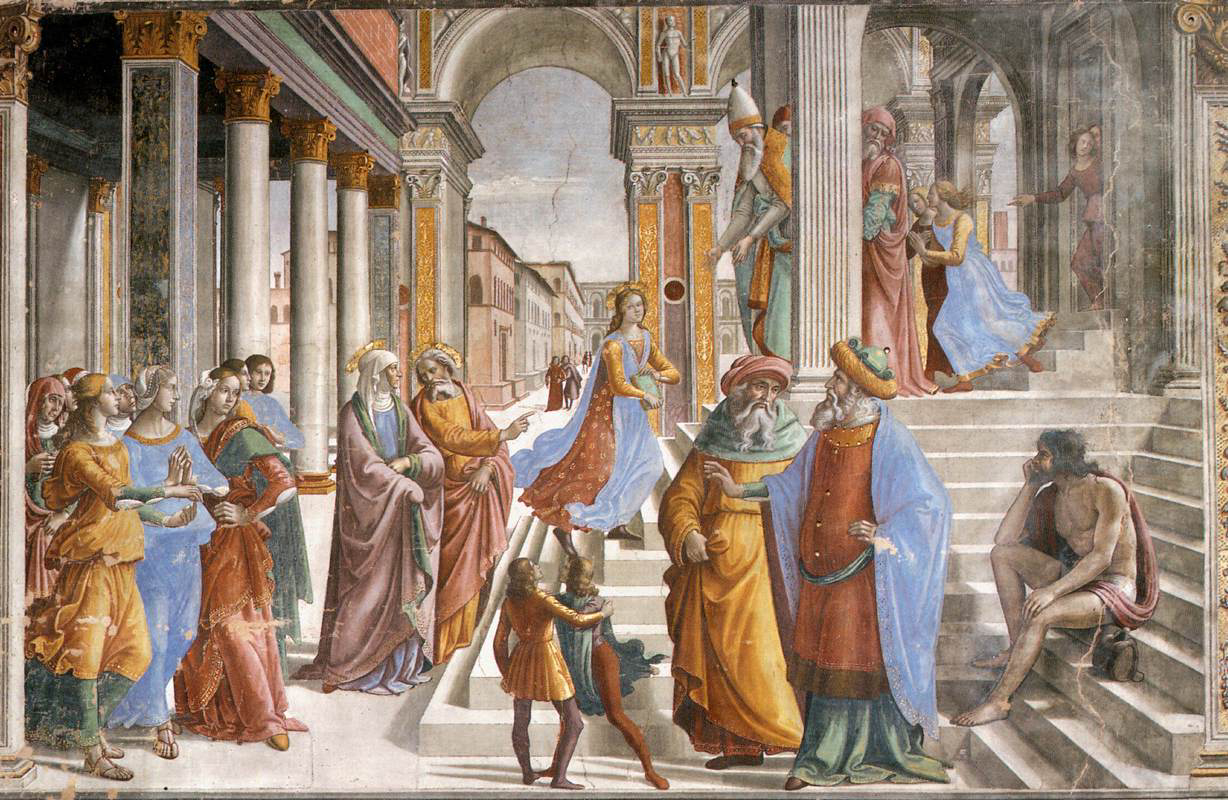
Présentation de Marie au Temple.

La Présentation de Marie au temple est une scène remarquablement complexe, avec de nombreux personnages placés en plusieurs groupes à différents niveaux. La jeune Marie, un livre à la main, monte les marches du Temple vers le prêtre qui lui tend les bras, mais regarde vers l'observateur. Le drapé est réaliste, mais les mouvements sont assez maladroits, résultant peut-être délibérément une certaine timidité de l'adolescente, et le rendu pictural n'est pas excellent, comme cela arrive plus fréquemment dans les scènes plus hautes et donc moins perceptibles.
Dans la structure remarquable des architectures complexes, puisées dans le répertoire « somptueux » du classicisme romain, avec au fond une simple rue florentine, s'ordonnent divers personnages dont le rôle et la signification n'ont pas encore été pleinement compris.
À gauche, le groupe observant la scène, parmi lesquels trois jeunes femmes se détachent au premier plan, représentées avec beaucoup de soin, est probablement un groupe de femmes contemporaines du peintre, qui comme dans d'autres scènes, sont comme témoins de l'épisode sacré. À côté d'elles se trouvent en arrière-plan sainte Anne et Joachim, avec les auréoles, qui signalent leur fille Marie. Deux jeunes filles sortent en courant du Temple, participant peut-être à la cérémonie de présentation, et sont peintes beaucoup plus hâtivement, par des artistes de l'atelier.
Les deux petites figures de dos au centre du tableau sont une énigme. Peut-être veulent-elles représenter des enfants, mais elles ont l'apparence d'adultes, ou du moins de garçons ; hors Ghirlandaio ne manquait pas de capacité à dessiner des enfants plus naturalistes. Une explication compositionnelle possible est que le peintre a voulu mettre des figures pour couvrir l'angle trop aigu de l'escalier, sans toutefois couvrir la figure de Marie, même si c'est un argument faible. Cependant, il est également vrai qu'en regardant les fresques d'en bas, elles acquièrent des formes plus similaires à celles des adolescents dans le raccourci, il ne peut donc s'agir que d'un expédient technique.
À droite, par exemple, certains justifient la figure de l'homme nu assis sur les marches avec un flacon par des besoins compositionnels, même s'il doit certes avoir un rôle symbolique clair pour les contemporains, mais qui nous échappe aujourd'hui.
Enfin, à côté de lui, deux personnes âgées (pour compléter la série des âges représentés ici) ne devraient cependant pas être des personnages contemporains en raison de leurs vêtements désuets et de leurs longues barbes.

### Mariage de la Vierge

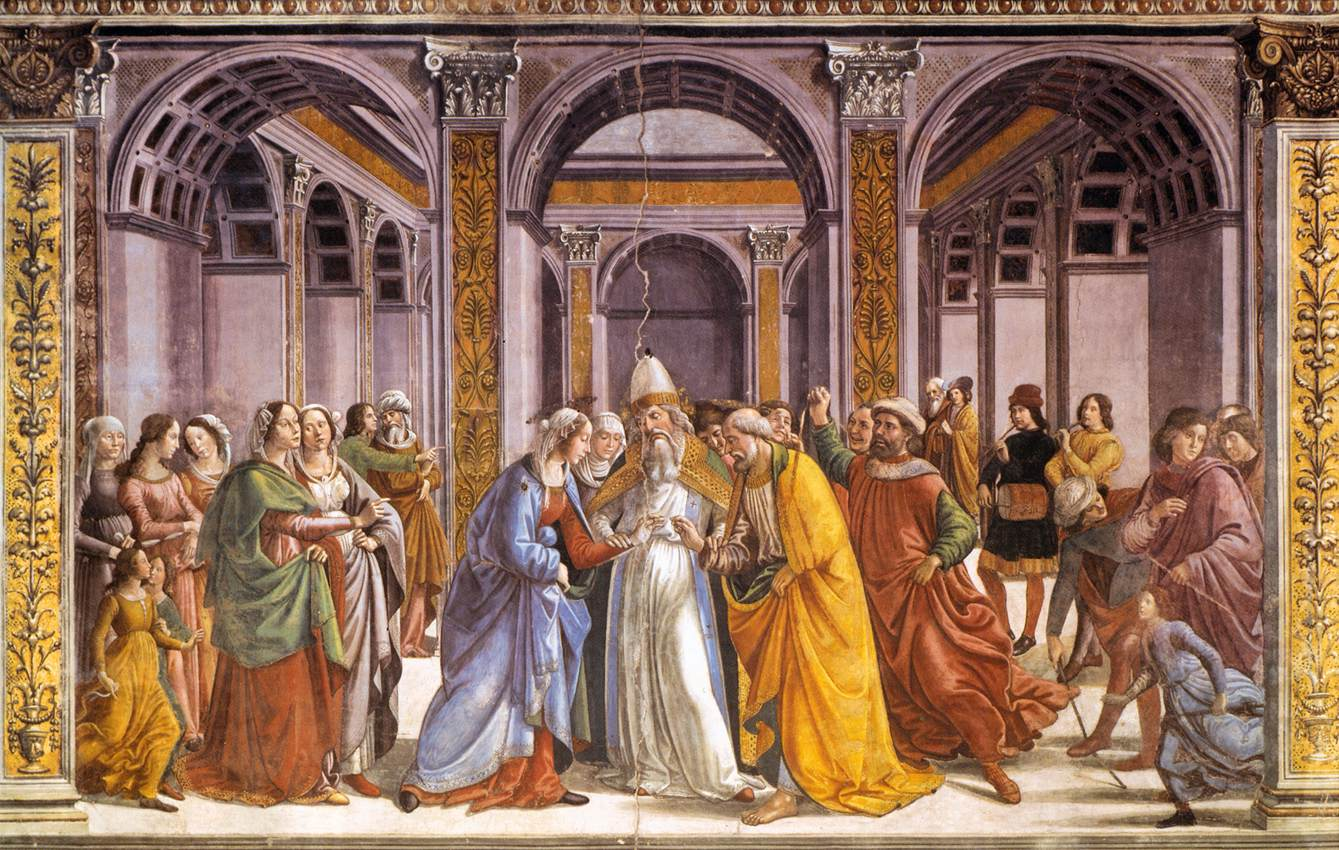
Mariage de la Vierge.

Le Mariage de la Vierge s'inscrit également dans une architecture classique, avec une cour sur laquelle s'ouvrent des niches avec des voûtes en berceau et des plafonds à caissons. Le développement de la scène est traditionnel, avec très peu d'intégration entre les personnages et le décor. Au centre, le prêtre du Temple (le même que dans la scène de la Présentation) scelle le mariage entre Joseph et Marie en soutenant leurs bras tandis que l'anneau est posé sur Marie. Un cortège de femmes est représenté à gauche, dont quelques beaux portraits, et un d'hommes à droite. Les hommes sont en colère de ne pas avoir été choisis pour épouser Marie parce que leurs bâtons n'étaient pas fleuris comme celui de Joseph, alors certains le cassent, d'autres lèvent les poings en signe de protestation. Le bâton de Joseph, ajouté à sec, est presque totalement invisible ; il ne reste qu'une trace de la tige au-dessus de son épaule. En arrière-plan un batteur et un flûtiste apportent une note colorée.
L'équilibre de la composition de la scène est remarquable, tant pour le placement des personnages que pour les effets rythmiques dus à l'utilisation des couleurs. Si les portraits des personnages sont plutôt sommaires, un grand réalisme est donné à certains visages en arrière-plan près du prêtre : un visage pensif, un visage souriant, un autre insouciant.
Il existe un dessin préparatoire de cette scène à l'encre sur papier au Cabinet des dessins et des estampes des Offices, où la figure centrale du haut prélat n'apparaît pas ; de plus, deux hypothèses ont été faites pour la figure de Marie et trois tentatives pour l'homme au poing levé. Ici aussi, de mystérieux personnages à mi-hauteur apparaissent aux extrémités au premier plan, même si celui de droite ressemble plus à un enfant.

### Adoration des mages

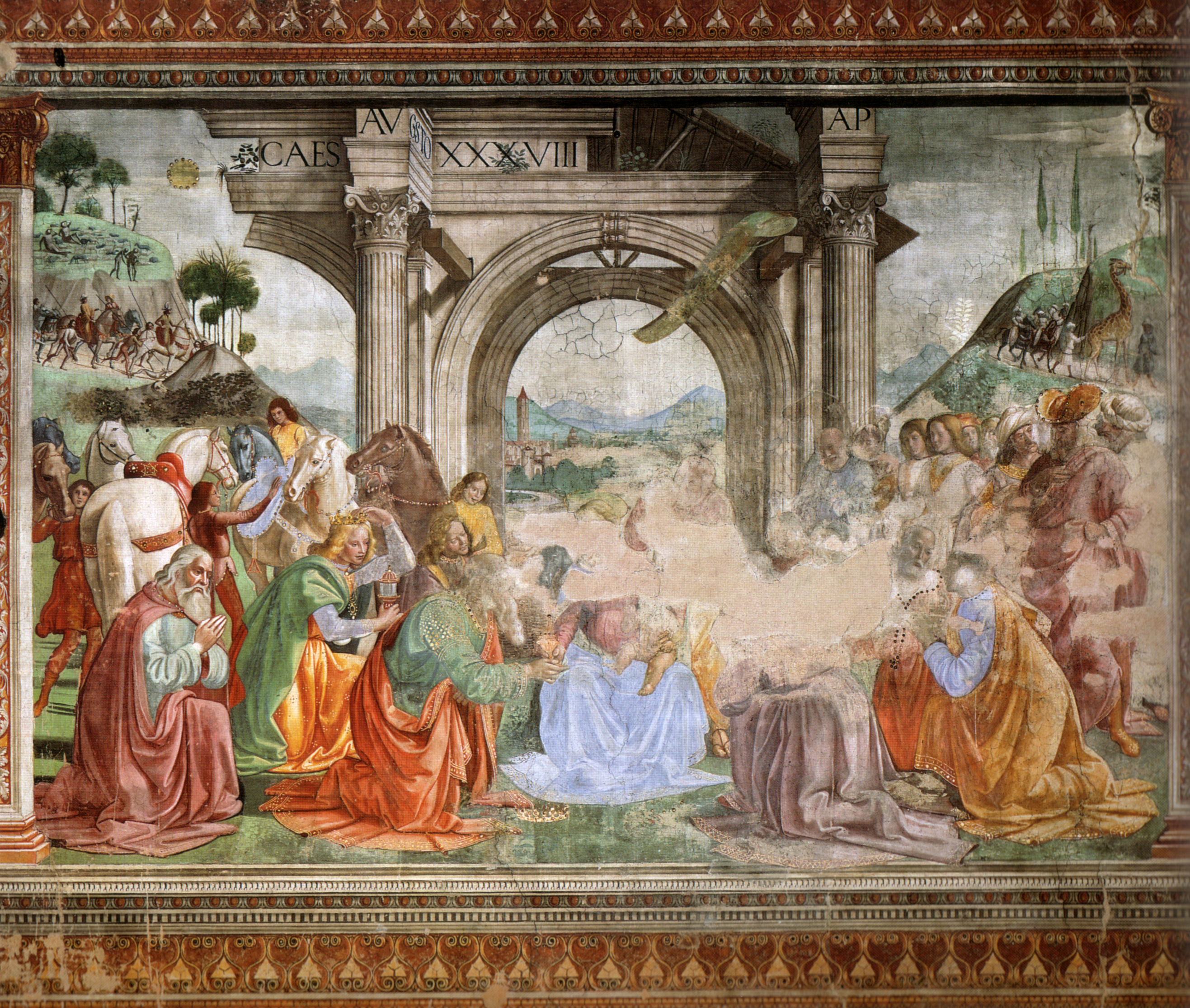
Adoration des mages.

La scène de l'Adoration des mages rappelle par certains détails le retable de la Chapelle Sassetti : ruines antiques, collines traversées par le cortège exotique des mages, etc. La scène a subi une perte considérable de plâtre dans la partie centrale et apparaît donc comme la plus endommagée du cycle. L'arc de triomphe brisé, où l'on lit CAES [AR] AUGUSTO XXXVIII AP, est un élément typique qui symbolise la ruine du paganisme dont est issue la religion chrétienne, et fait pendant à la scène de l'adoration des mages proprement dite.
Marie et l'Enfant sont au centre. L'hommage des rois mages est remarquable, parmi lesquels le jeune de gauche se distingue, qui enlève sa couronne en signe de respect ; l'aîné devant lui a déjà déposé le précieux signe de la royauté aux pieds de la Vierge. Dans cette scène, il y a une grande utilisation d'incrustations pour donner l'apparence de pierres et de métaux précieux : dans les robes des mages et leurs cadeaux, dans les harnais des chevaux à gauche, dans l'étoile de Bethléem surveillée par les petits bergers en haut à gauche.
Le paon bleu sur l'arc est un symbole d'immortalité, car depuis le début de l'ère chrétienne, on croyait que sa chair ne pourrissait jamais, c'est pourquoi il était associé à la victoire du Christ sur la mort.
Les hommes de droite sont probablement des spectateurs contemporains de Ghirlandaio, dont les robes rappellent peut-être celles des ambassadeurs étrangers, même si les portraits sont dilués dans des types stéréotypés, traités avec des coups de pinceau sommaires et peu incisifs. Vasari lui-même parlait d'une scène « accommodée », c'est-à-dire moins libre et spontanée, un peu exagérée. Dans le cortège sur la colline de droite se trouve également une girafe, représentée avec un réalisme remarquable : il s'agit d'une citation de la célèbre girafe Médicis reçue en cadeau par Laurent de Médicis qui suscita le vif intérêt de la population florentine, sollicitée jusque dans des monastères cloîtrés et imposant ainsi un « tour » singulier à l'animal.

### Massacre des Innocents

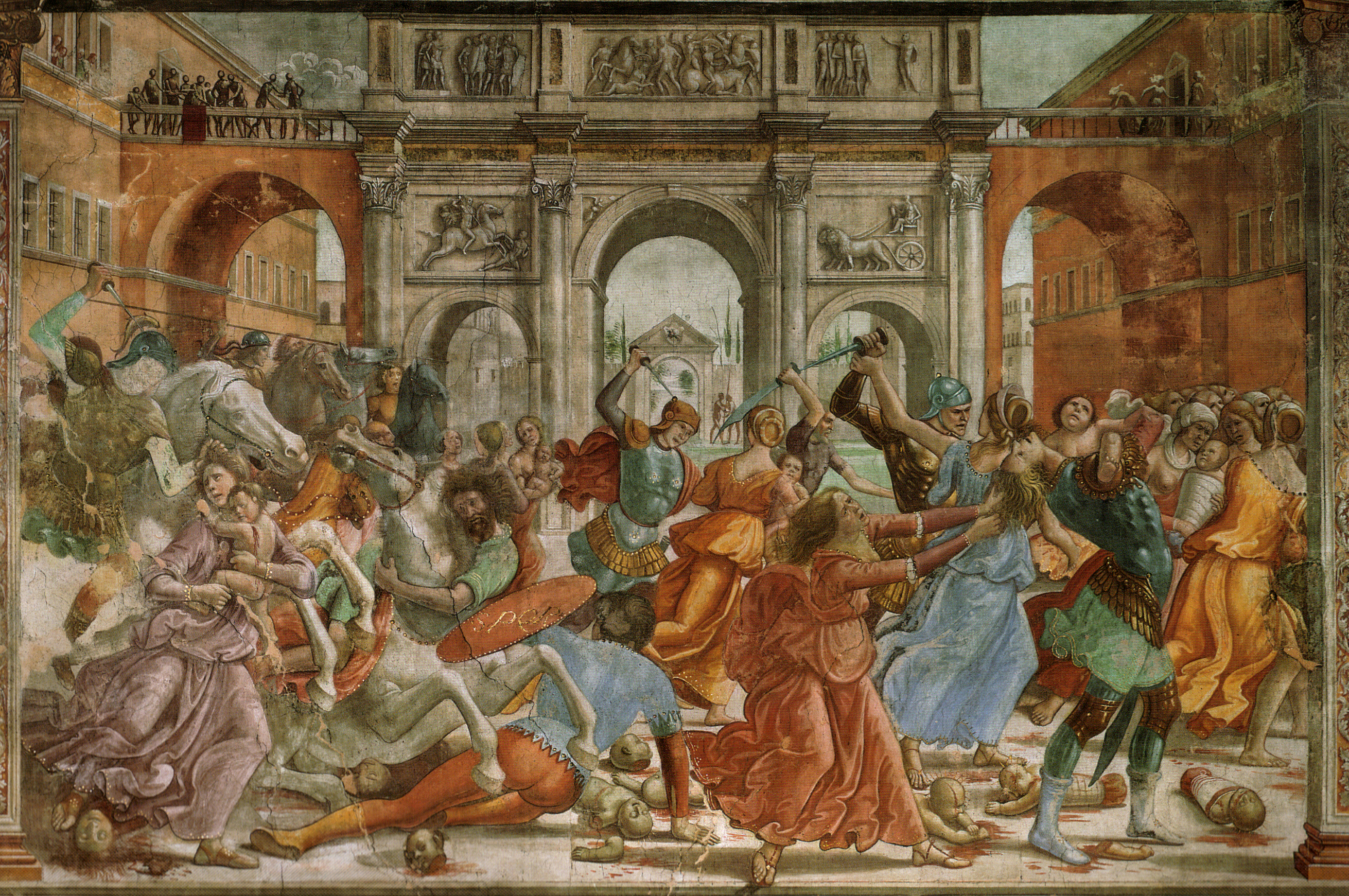
Le Massacre des Innocents.

Le Massacre des Innocents montre les limites de Ghirlandaio dans les scènes dramatiques. Malgré la composition complexe et les accents frénétiques de l'épisode, probablement inspiré des batailles sur des bas-reliefs romains (comme celui représenté à droite sur l'arc en arrière-plan), il fait écrire à son propos par Razeto : un peintre « incapable par tempérament de représenter la scène et l'action. [Ghirlandaio] n'est pas le reporter de guerre, mais le reporter qui s'occupe principalement des VIP ». Malgré les perplexités de la critique moderne, la scène est la plus louée de tout le cycle par Vasari, menée « avec jugement, un talent inné et un art consommé ». C'est en fait « plus dans la manière d'un sage philosophe, admirable de jugement, que dans celle d'un peintre », que l'historien d'Arezzo trouve conforme à ses goûts, comme l'indiquent également les fresques de la salle des Cinq-Cents.
Au premier plan, deux mères se battent pour sauver leurs enfants : celle de gauche s'enfuit effrayée par un soldat à cheval qui menace d'un stylet l'enfant qu'elle tient dans ses bras, trébuchant sur la tête d'un nourrisson coupé de façon grotesque ; la seconde, à droite, saisit un soldat par les cheveux, représenté comme un beau jeune homme en splendide armure, qui tient dans sa main le fils de la femme qui vient d'être enlevée. Les couleurs vives des vêtements et le mouvement remarquable de la draperie frappent immédiatement.
Sur le sol gisent déjà de nombreux corps d'enfants encore emmaillotés, horriblement mutilés : bras, têtes et corps sans défense gisent par terre dans des mares de sang. En arrière-plan, le massacre fait rage, les soldats à gauche se précipitant vers les mères à droite. Un soldat tombe de son cheval près du centre et la bête exécute une torsion dramatique en retombant sur un homme allongé sur le dos qui se couvre d'un bouclier sur lequel SPQR est inscrit en lettres d'or.
Le fond, avec sa géométrie équilibrée classique, contraste avec l'élan des personnages. Un arc de triomphe majestueux domine la scène, avec des reliefs de scènes militaires ; deux arcs mènent aux deux palais sur les côtés, d'où quelques personnages regardent la scène du massacre du sommet des terrasses.

### Mort et Assomption de la Vierge

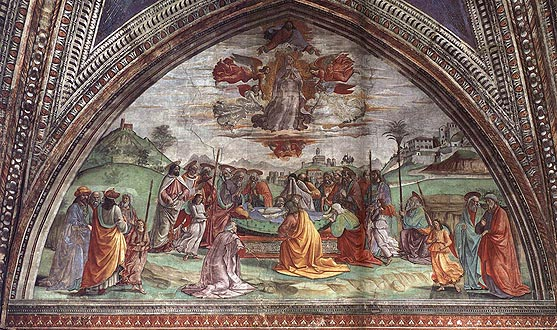
Mort et Assomption de la Vierge.

Le mur se termine par la grande lunette, qui présente la scène de la Mort et Assomption de la Vierge. La qualité picturale de la scène est assez rudimentaire par rapport aux autres tableaux : comme elle est située en hauteur, Ghirlandaio a probablement laissé l'exécution en grande partie aux ouvriers de l'atelier.
Le corps de la Vierge âgée est retrouvé sur un lit dans un pré, entouré de plusieurs saints vêtus de grands manteaux, qui remplacent les frères et les dignitaires de scènes similaires, telles que les Funérailles de sainte Fine à San Gimignano ou celles  de saint François dans la chapelle Sassetti, œuvres antérieures de l'artiste qui s'inspirent à leur tour des fresques de Giotto di Bondone dans la Chapelle Bardi. Ces personnages, apôtres et pères de l'Église, baisent les mains et les pieds de Marie en signe de déférence, pleurent (comme la femme vêtue de blanc qui se couvre les yeux de ses poings sous sa robe) et prient. Des anges tiennent des torches, avec des mouvements linéaires de lignes ondulées qui composent un rythme de danse. Un saint (l'un des apôtres présents sur les lieux) tient une palme, symbole de la Résurrection.
Au-dessus, au-delà d'un paysage de collines toscanes parsemées de châteaux, de villages fortifiés et d'une villa (à droite, la Villa Medicea di Fiesole) la Vierge réapparaît, jeune et belle, dans une vesica piscis soutenue par des anges ; au-dessus d'elle, Dieu l'accueille à bras ouverts. La mise en scène de cette scène est archaïque, sans aucune interaction avec la moitié inférieure (aucun des apôtres ne remarque l'événement miraculeux qui se déroule au ciel), avec quelques erreurs de proportion dans la perspective déformée, dans la longueur excessive des bras de Marie et dans son corps trop étroit.
Les histoires de Marie se terminent dans la lunette du mur central avec le Couronnement de la Vierge.

## Mur de droite
Les Histoires de saint Jean-Baptiste commencent sur le mur de droite, avec un point de contact avec les Histoires de la Vierge dans la scène de la Visitation .
Suivant les repères rouges du schéma ci-dessus :
1. Apparizione dell'Angelo a Zaccaria (Apparition de l'ange à Zacharie (père de Jean le Baptiste))
2. Visitazione (Visitation de la Vierge Marie)
3. Nascita del Battista (Naissance de Jean Baptiste)
4. Zaccaria, diventato muto, scrive il nome da imporre al figlio (Zacharie devenu muet, écrit le nom de son fils)
5. Predicazione del Battista (Prédication de Jean)
6. Battesimo di Cristo (Baptême du Christ)
7. Banchetto di Erode, tympan (Banquet d'Hérode)

### Apparition de l'ange à Zacharie

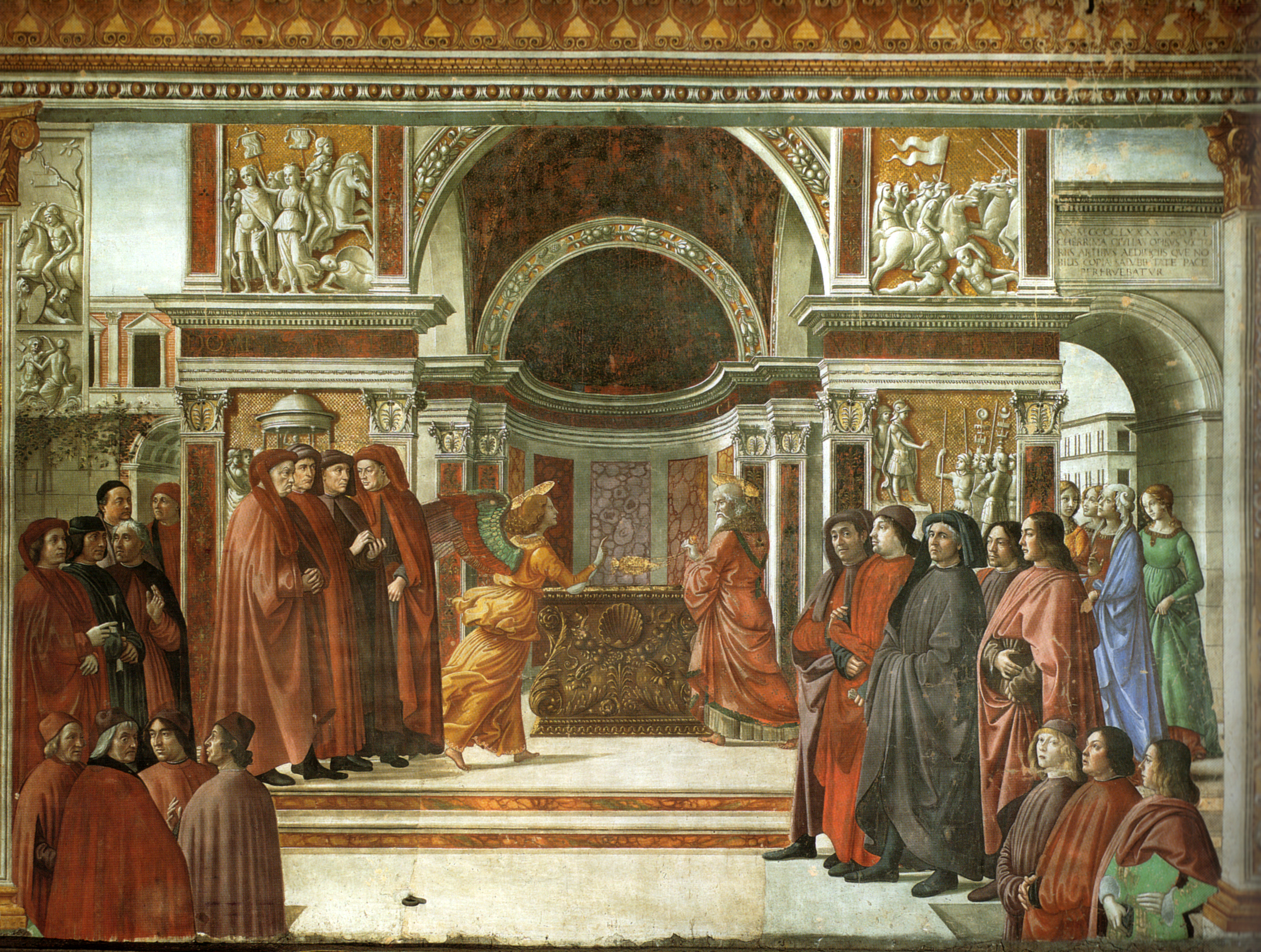
Apparition de l'ange à Zacharie.

Cette scène, comme les trois autres du registre inférieur, est l'une des plus belles et des mieux conservées du cycle. L'épisode biblique de l'annonce de l'ange à Zacharie se déroule dans une magnifique architecture d'église Renaissance ouverte sur l'extérieur, avec une abside au centre où Zacharie s'affaire à répandre de l'encens tandis que l'ange lui apparaît. Ghirlandaio a décoré les murs de faux bas-reliefs classiques, qui se poursuivent à l'extrémité gauche sur un monument, de manière transparente, dans la scène suivante de la Visitation. L'Évangile selon Luc rappelle comment Zacharie, prêtre du Temple de Jérusalem, maintenant âgé, lors d'une cérémonie reçut l'annonce de l'archange Gabriel qu'il aurait un fils. Parce qu'il ne le croyait pas, il est devenu muet. L'autel rappelle l'autel classique de l'école d'Andrea del Verrocchio, également présent dans L'Annonciation de Léonard de Vinci.
La scène est constituée de six groupes de personnages à différents niveaux : hormis le groupe de jeunes filles esquissé à droite, les autres personnages sont tous de magnifiques portraits de notables florentins de l'époque, tous représentés avec un relief psychologique considérable ; nombre d'entre eux ont été ajoutés à la demande explicite de Tornabuoni, qui a fait modifier le croquis original plus concis. Les deux groupes au premier plan sont placés dans d'étranges cavités, un stratagème pour disposer plusieurs personnages sur des plans différents. À gauche se dresse le groupe des humanistes de l'Académie platonicienne de Florence, parmi lesquels figurent dans l'ordre (de gauche à droite) Marsile Ficin, Cristoforo Landino (de dos avec un col noir), Ange Politien et Démétrios Chalcondyle, cité par Vasari et dont l'image se retrouve dans une gravure de l'Éloge de Paul Jove avec celles de Policien et Ficin. Leur présence est un hommage explicite à la culture laurentienne.
Dans le groupe des personnages en pied, l'« élite » de l'économie florentine est représentée : à droite se trouvent les membres de la famille du commanditaire tels que Giuliano Tornabuoni, Giovanni Tornaquinci et Giovan Francesco Tornabuoni ; d'autres personnages appartiennent aux familles Sassetti, Médicis et Ridolfi. À gauche ont été répertoriés Giambattista et Luigi Tornabuoni, Vieri Tornaquinci, Benedetto Dei et un prélat de San Lorenzo (premier groupe) ; puis Giovanni Tornabuoni, Pietro Popolesci, Girolamo Giacinotti et Leonardo Tornabuoni ; de l'autre côté se suivent  Giuliano Tornabuoni, Giovanni Tornaquinci, Gianfrancesco, Girolamo et Simone Tornabuoni ; selon une autre hypothèse, les deux derniers seraient un autoportrait de Ghirlandaio et de son beau-frère, hypothèse invraisemblable en raison de la présence du même dans la fresque du mur opposé ; enfin, devant un groupe de femmes aux traits génériques, trois figures en buste sont liées à la Banque des Médicis, Federico Sassetti (fils de Francesco ), Andrea de' Medici et Gianfrancesco Ridolfi : elles présentent une expression réaliste maladroite, comme si elles étaient gênées devant les mécènes.
Le fond est solennel mais artificiel ; il sert surtout à amplifier la dignité des portraits selon le style « solennel » de l'art de Ghirlandaio. L'inscription sur l'arc de gauche célèbre une date symbolique de l'achèvement de la chapelle (1490), accompagnée d'une citation d'Ange Politien.

### Visitation

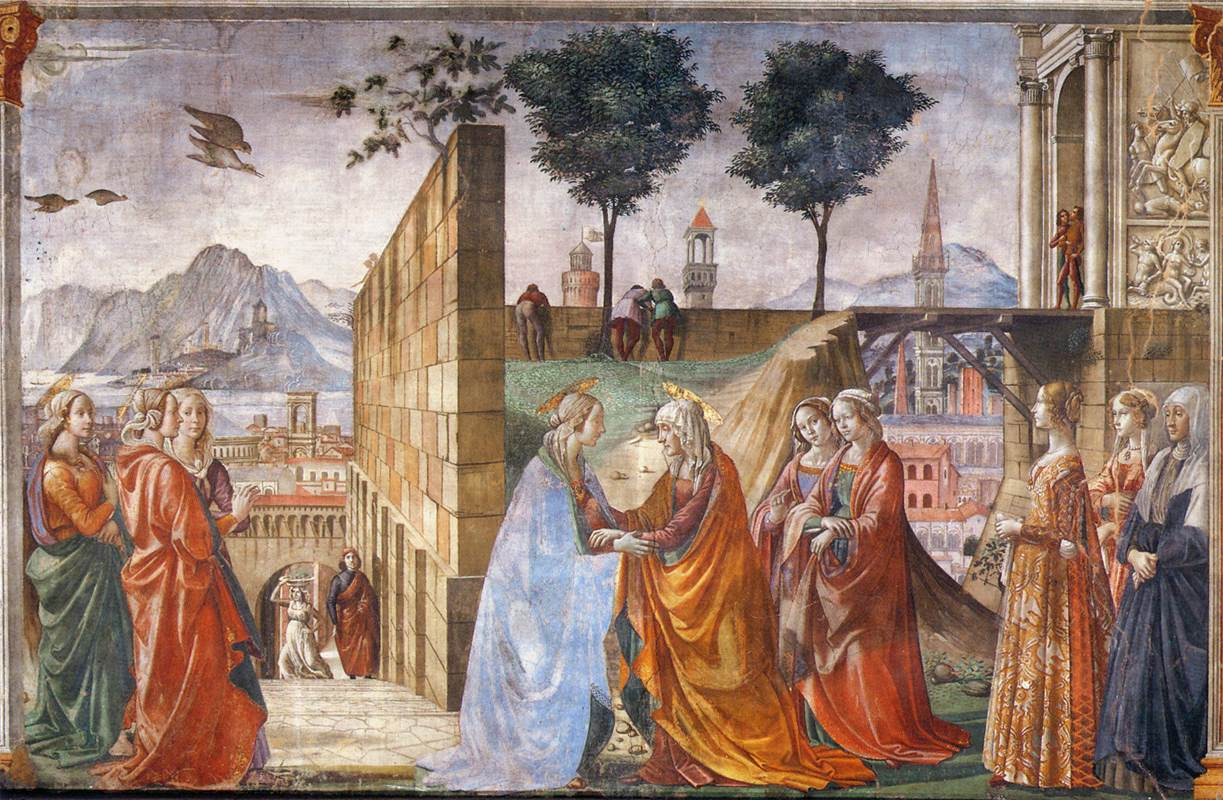
La Visitation.

La scène de la Visitation montre la rencontre de la jeune Marie avec la vieille Élisabeth (mère de Jean le Baptiste). La composition de la scène est très complexe : au centre l'épisode clé est encadré et renforcé par les lignes convergentes d'un mur en raccourci (qui perce profondément donnant un effet spatial remarquable) et une falaise en arrière-plan. Derrière Élizabeth se trouvent deux filles, tandis que deux groupes de femmes apparaissent à chaque extrémité. Le groupe de gauche, trois personnages auréolés, est peut-être la même physionomie représentée sous trois angles différents. Le groupe de droite est composé de portraits de femmes nobles contemporaines du peintre : la première, de profil et magnifiquement vêtue, aux cheveux élégants et dans une noble posture droite est Giovanna degli Albizzi, mariée à Lorenzo Tornabuoni (en 1486, Botticelli a peint à fresque la loggia de la Villa Lemmi pour le même mariage) : elle est l'épouse du fils du client, Lorenzo, représenté dans l'épisode de Joachim expulsé du Temple. Vasari l'a confondu avec Ginevra de' Benci, une femme noble qui a fait l'objet d'un portrait de Léonard de Vinci. Giovanna porte la même robe portée dans la scène de la Naissance de la Vierge, mais avec une paire de manches différente, celles d'été qui laissent également apparaître la main. À sa suite, dans des vêtements plus simples, se trouvent Dianora Tornabuoni, épouse de Pier Soderini, et une fille richement parée de bijoux avec une coiffure élaborée. Un peu plus loin, deux filles aux visages génériques sont les escortes d'Elisabeth.
Le fond, où Ghirlandaio a fusionné ses deux sources d'inspiration, l'Antiquité et la peinture flamande, est remarquable. À droite, un ancien bâtiment est couvert de bas-reliefs classiques, tandis qu'à gauche, un paysage extraordinaire, au-delà de la ville, est représenté dans le style flamand. L'idée de la terrasse au centre est particulièrement intéressante, où l'on voit deux jeunes gens regardant (également une citation de l'art flamand, peut-être tirée de La Vierge du chancelier Rolin peinte en 1436 par Jan van Eyck, maintenant au musée du Louvre, ou de Saint Luc dessinant la Vierge de Rogier van der Weyden, au musée des Beaux-Arts de Boston), et celle de la descente vers la porte de la ville, où se tiennent deux personnages. L'ouverture entre la falaise et le bâtiment classique, couverte par un passage en bois, est un expédient notable pour élargir l'horizon spatial de la scène. La ville représentée est une fantaisie d'artiste : on reconnaît cependant la tour du Palazzo Vecchio, le campanile de la basilique Santa Maria Novella à Florence et le Colisée à Rome. La porte de la ville ressemble vaguement à la porte San Miniato de Florence. Le mur de fond et le bâtiment classique sont parfaitement soudés à la scène précédente de Zacharie dans le Temple.
Tous les éléments demandés à Ghirlandaio dans le contrat avec Giovanni Tornabuoni sont ici présents : le paysage, la ville, les animaux, les plantes, l'utilisation de la perspective, les bâtiments classiques et les portraits. L'atmosphère est raréfiée, au diapason d'un « émerveillement enchanté », avec les protagonistes absorbés dans le double miracle de leur conception, parmi les passants qui semblent étonnés, mais présents. En arrière-plan, deux oiseaux volent ensemble, une référence aux cycles naturels que l'on retrouve dans de nombreuses œuvres d'art de l'époque.

### Naissance du Baptiste

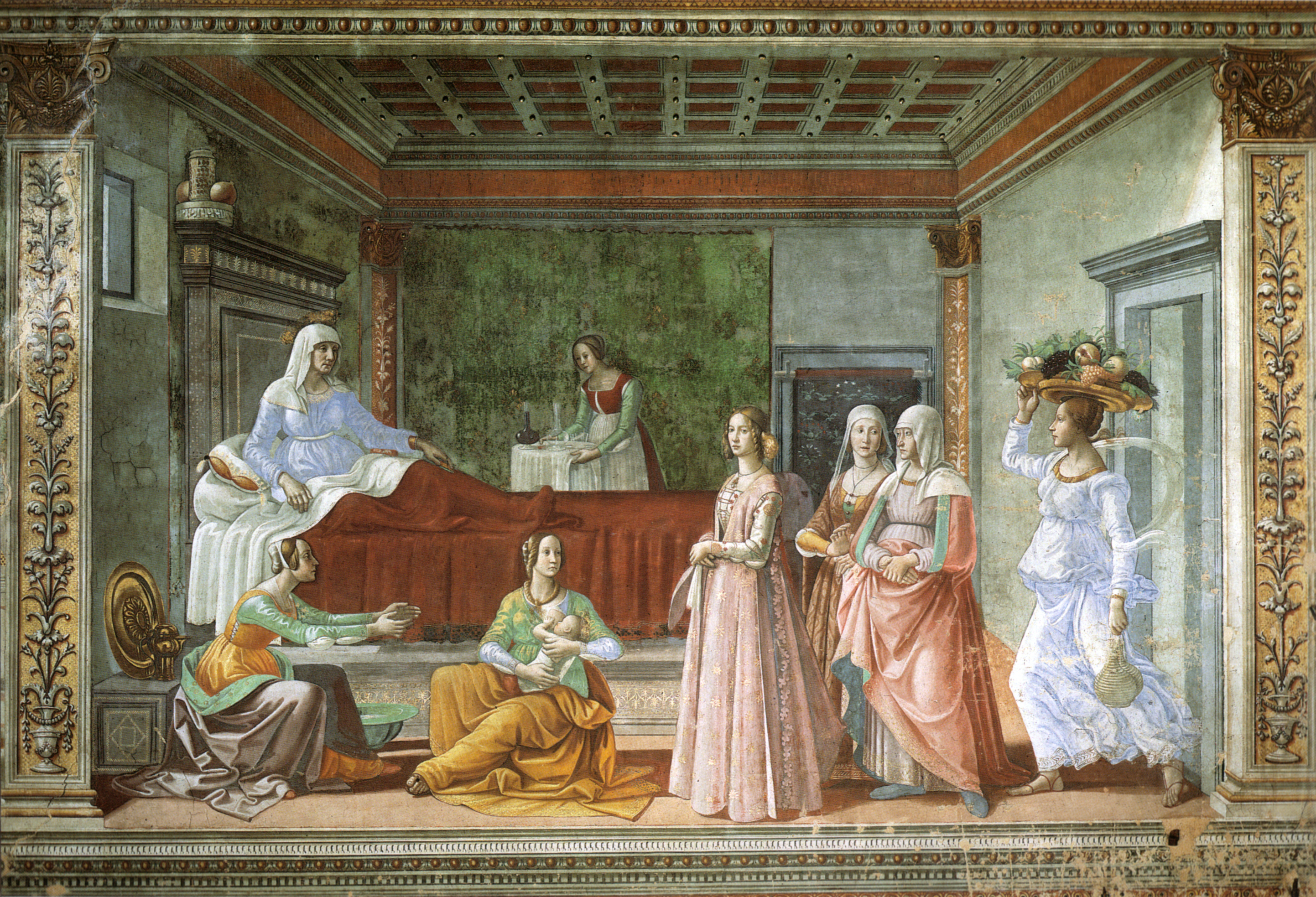
Naissance du Baptiste

Cette scène fait référence à celle du mur opposé, la Naissance de la Vierge, dont elle reprend la composition avec le grand lit, placé symétriquement, révélateur du registre « feutré » de l'artiste, marqué par un ton domestique et recueilli. La salle est moins somptueuse que celle de l'autre scène, mais elle reflète aussi la richesse des intérieurs qui existaient probablement réellement chez les riches marchands florentins.
L'utilisation de la lumière y est remarquable, qui dessine fortement les personnages du premier plan, frappés par les rayons directs de la fenêtre de gauche, et qui, en revanche, n'intéresse pas le serviteur du fond, dans la lumière tamisée. Elizabeth est allongée sur le lit surélevé, dans une tranquillité majestueuse, un livre dans la main gauche et les jambes bien modelées par la couverture qui les recouvre. Des couleurs vives sont associées dans la scène : rouge de la couverture, vert du plâtre, orange, bleu, rose et vert irisé pour les vêtements des personnages. Les deux nourrices au premier plan sont au centre de lignes de force qui attirent le regard de l'observateur : l'une allaite le bébé et l'autre tend les mains désireuses de baigner le bébé dans le bassin vert voisin. La performance du pied de la nourrice, légèrement découvert par la draperie, est particulièrement notable.
Trois femmes debout rendent visite à Elizabeth. La première est magnifiquement vêtue et regarde vers l'observateur : il s'agit probablement d'un membre de la famille des Tornabuoni ; elle tient un mouchoir dans ses mains d'une manière élégante, est parée de bijoux et vêtue de broderies d'or. Des deux femmes qui la suivent, l'aînée pourrait représenter Lucrezia Tornabuoni, qui au moment de la réalisation des fresques est déjà décédée, mais dont le souvenir est encore vivace chez le commanditaire, qui est son frère.
Enfin, une gracieuse servante entre en scène portant sur la tête une corbeille de fruits et une cruche d'eau, dont le mouvement, un peu forcé, attire le regard au milieu de tant de sang-froid. La robe de soie flottante, mue par la rapidité d’entrée en scène, cite un tableau de Fra Filippo Lippi, le Tondo Bartolini, selon un schéma devenu fréquent dans l'art florentin de l'époque : on retrouve, par exemple, à la fois une des Grâces de Sandro Botticelli, et la figure de Salomé (fille d'Hérodiade) ; à cet égard, il existe un dessin à la Gemäldegalerie (Berlin), attribué à un très proche disciple de Ghirlandaio (Sebastiano Mainardi ou son frère Davide), dans lequel est reprise la même figure de Salomé, avec la tête du Baptiste à la place du panier de fruits.
Les détails les plus minutieux donnent une impression de familiarité quotidienne à la scène, comme les deux bouteilles d'eau et de vin que la servante tend, la « nature morte » du fruit sur la tête de la servante, le boîte avec le vase et les deux grenades au dos du lit, fruit lié symboliquement à la fertilité féminine, ou la précieuse vaisselle en relief, au premier plan à gauche. Cette attention aux objets révèle l'influence de la peinture flamande qui, dans ces années-là, est arrivée à Florence, influant les artistes locaux, dont Ghirlandaio lui-même (qui, par exemple, a copié le groupe de bergers du triptyque Portinari dans l'Adoration des bergers de la basilique Santa Trinita (Florence)).

### Zacharie écrit le nom de son fils

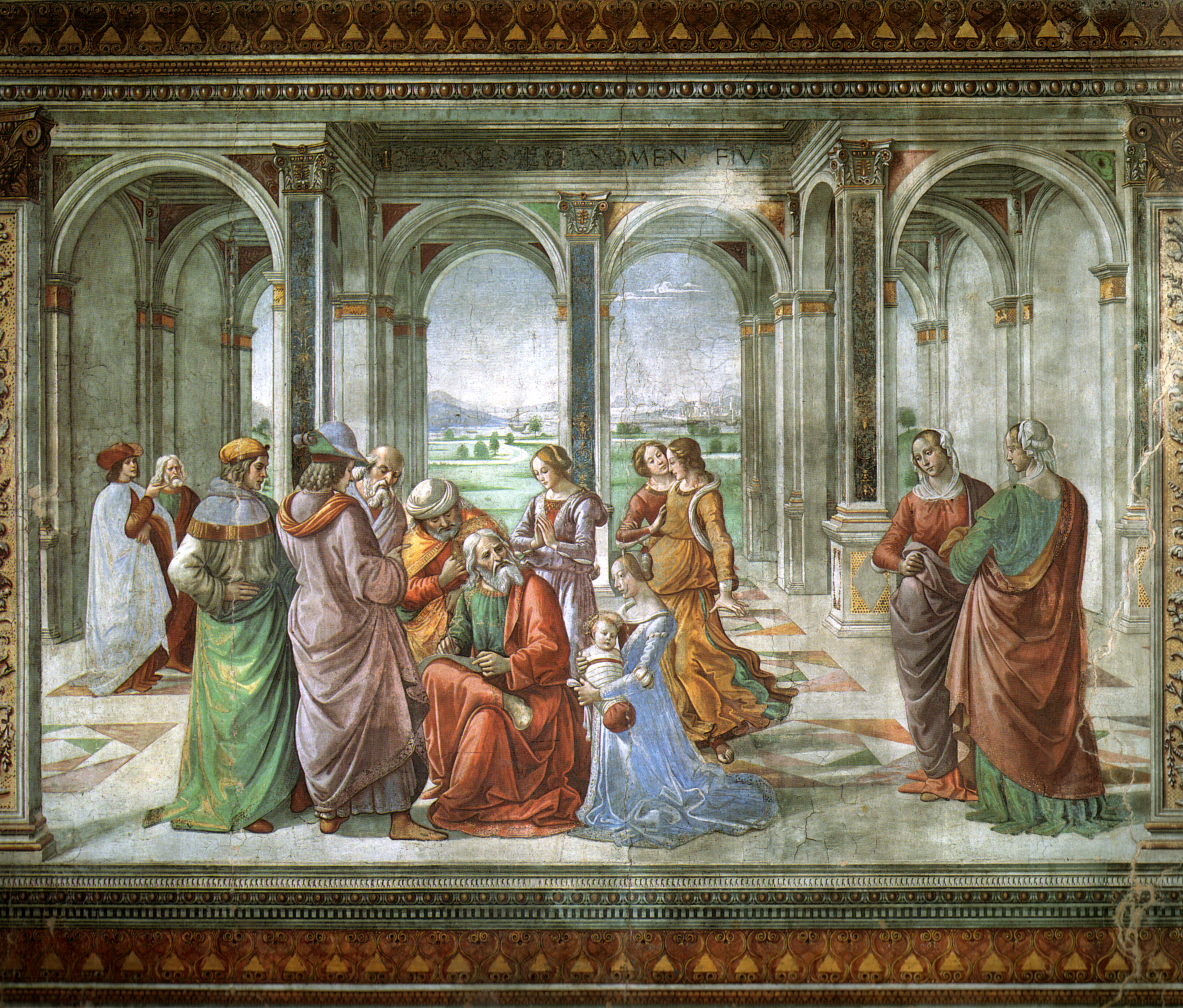
Zacharie écrit le nom de son fils.

La scène du Baptême du Baptiste revient à un registre plus solennel. Elle montre Zacharie qui, étant muet, écrit sur un papier le nom à donner à son fils. La scène se déroule dans un grand portique à deux avant-corps latéraux, comme l'exige le contrat, qui s'ouvre sur un paysage, réalisé selon les lois de la perspective aérienne (les éléments les plus éloignés s'estompant).
Les personnages n'interagissent pas avec le fond et sont nettement asymétriques pour contraster avec le portique bien centré. La scène principale est au centre, avec Zacharie assis avec une jambe croisée pour créer un support pour le parchemin, alors qu'il regarde son fils emmailloté dans les bras d'Elizabeth. D'autres personnages sont à gauche, brisant la symétrie, mais toujours équilibrés par un groupe de deux femmes à droite. Avec ce stratagème, le centre exact de la composition est l'enfant, qui est sur l'axe du pilier central du fond.
Les anciens derrière Zacharie se penchent pour lire le nom, tandis qu'un jeune homme en vêtements modernes est représenté de dos. Le Cabinet des dessins et des estampes des Offices conserve une étude préparatoire des deux femmes de droite : elles n'ont aucun rôle dans la scène, si ce n'est celui d'équilibrer la composition et de diriger l'attention du regard vers le groupe central de l'épisode ; Ghirlandaio a représenté la même femme, de face et de dos.

### Prédication du Baptiste

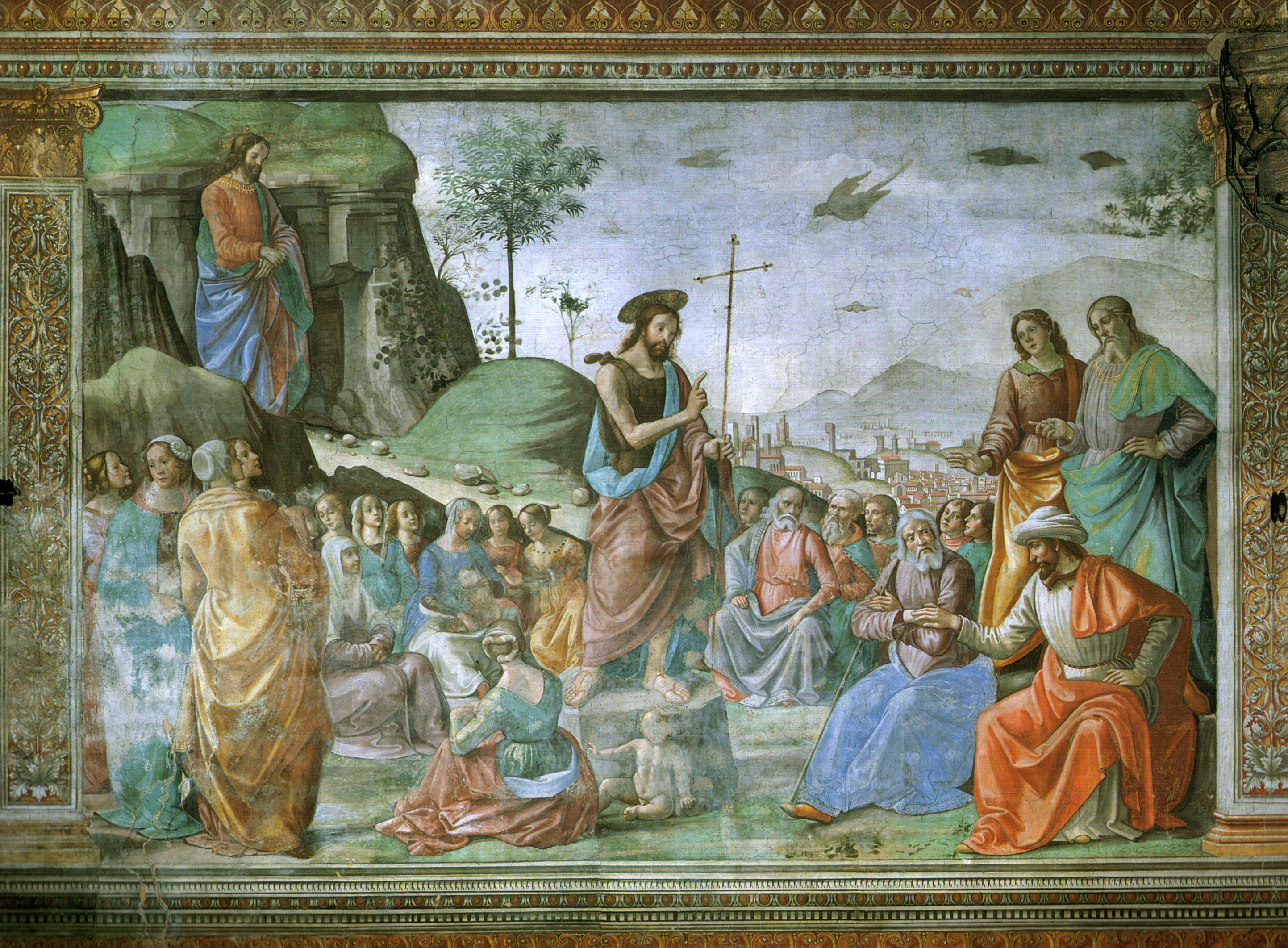
Prédication du Baptiste.

Dans la scène de la Prédication du Baptiste, saint Jean Baptiste est représenté au centre de la scène, sur un rocher, instruisant une foule nombreuse rassemblée en cercle autour de lui. Il est vêtu des peaux typiques et pointe la croix avec sa main droite. Jésus de Nazareth apparaît en train d'écouter depuis le chemin en haut à gauche.
Le groupe de femmes à gauche, parmi lesquelles se détache la figure de dos, est typique de l'atelier de Ghirlandaio. Au centre, une femme est assise, toujours de dos, l'enfant aux pieds du Baptiste. Les autres figures sont rendues assez sommairement et dénoncent l'intervention de l'atelier, très marquée dans les scènes des registres supérieurs. Tous les personnages sont des types humains communs, sans expression. La mise en paysage se poursuit également dans la scène suivante.

### Baptême du Christ

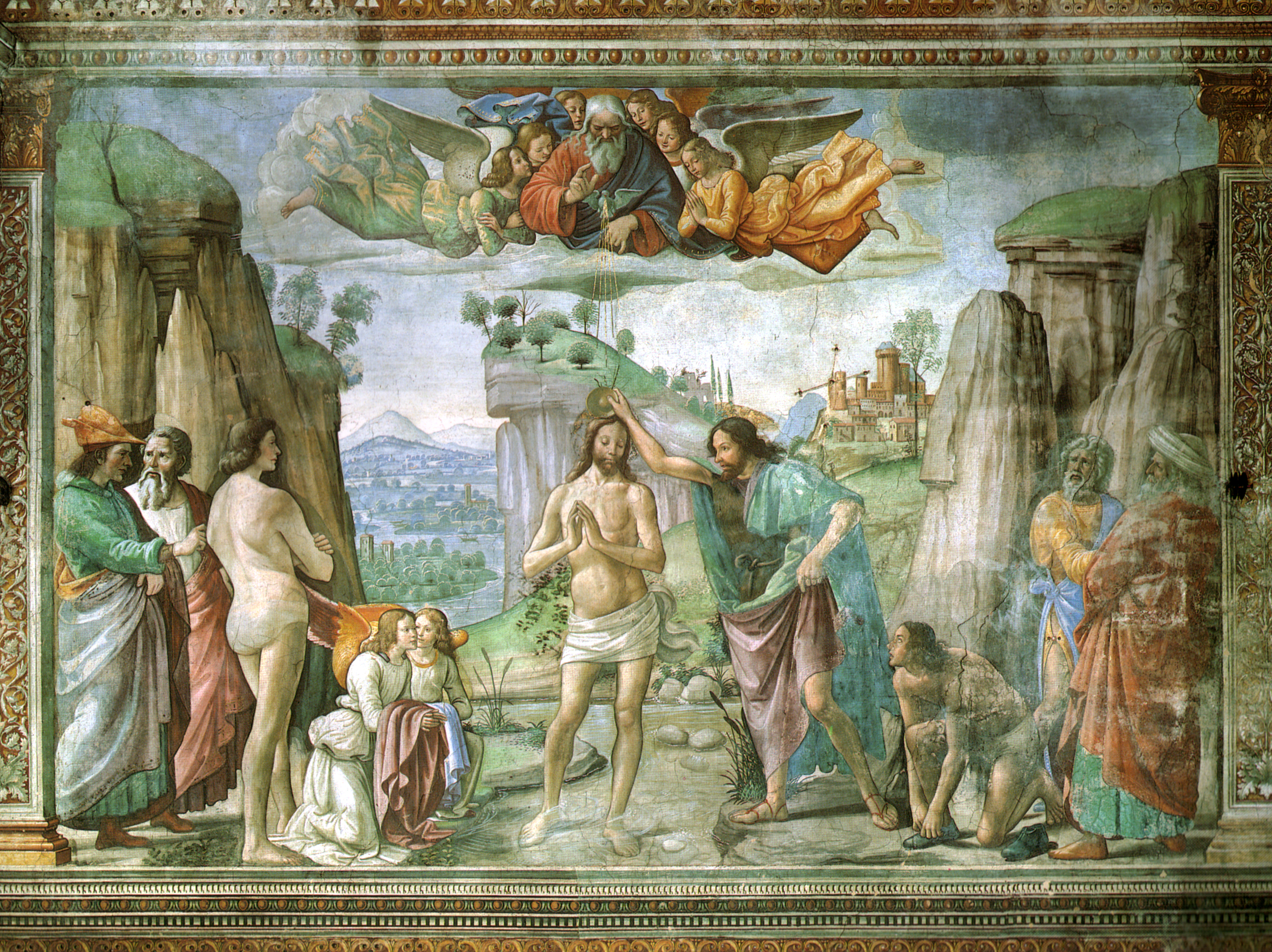
Baptême du Christ.

La scène du Baptême du Christ se déroule selon les canons traditionnels. Par exemple, bien qu'avec moins d'intensité, elle reprend la figure de la femme nue attendant à gauche de la Chapelle Brancacci de Masaccio, ou la figure du Christ du Baptême du Christ des Offices d'Andrea del Verrocchio et Léonard de Vinci. Les nus ont également été attribués au jeune Michel-Ange, dont un dessin de l'un (celui aux jambes croisées) se trouve dans les collections de la Casa Buonarroti.
La figure du jeune homme agenouillé à droite, qui enlève ses chaussures et regarde curieusement la scène, est à noter, tandis que la figure du Dieu le Père bénissant parmi les anges en haut, avec une saveur gothique presque tardive, est plus traditionnelle.
Le paysage en arrière-plan est très gracieux, divisé en deux parties par un éperon au centre qui encadre la figure du Christ.
Les deux paires de personnages sur les côtés sont peintes assez brièvement, très probablement dessinées par Ghirlandaio lui-même et réalisées par l'atelier.

### Banquet d'Hérode

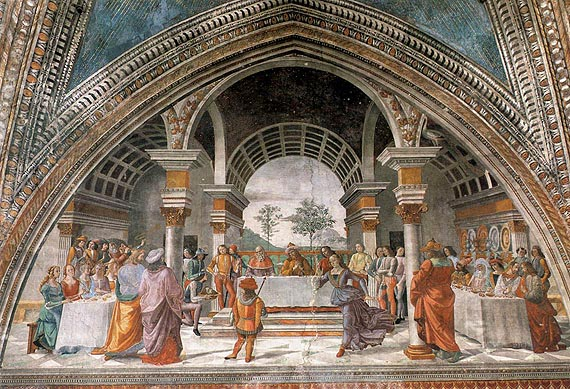
Banquet d'Hérode.

La scène du Banquet d'Hérode, dans la lunette, clôt le cycle des Histoires du Baptiste. La mise en scène est l'une des plus complexes et efficaces de tout le cycle : une salle réaliste aux formes majestueusement classiques ne sert pas de simple décor, mais crée un véritable espace dans lequel les différentes figures sont disposées. L'arc peint, soutenu par deux colonnes, se confond avec l'architecture réelle de la chapelle, comme s'il s'agissait d'une pièce spatialement brisée. L'architecture, véritable protagoniste de la scène, avec des voûtes en berceau à plafond à caissons, rappelle la basilique de Maxence et Constantin à Rome. Deux tableaux sur les côtés soulignent la composition en perspective : dans celui de gauche se trouvent les femmes, dans celui de droite les hommes ; de magnifiques plats en métaux précieux sont exposés sur une étagère, tandis que les musiciens sont disposés sur le côté opposé.
Au centre est installée la table d'Hérode, derrière laquelle se trouvent une balustrade et une ouverture vers le paysage extérieur, qui perce la composition en profondeur. Au premier plan, Salomé danse sinueusement (mais sa silhouette est plus rigide que celle qui lui a probablement servi de modèle, dans les fresques de Filippo Lippi de 1452-1466 dans la cathédrale de Prato), tandis que d'autres personnages (un homme à droite, un nain au centre, deux hommes à gauche) de derrière regardent vers la gauche, où un serviteur tend la tête du Baptiste à Hérode dans un bassin. Un homme à proximité sursaute de surprise ou de dégoût et lève la main. Le sens de la participation des personnages est cependant rare et le drame de la scène de Lippi n'est pas atteint, ni des répétitions de Donatello à ce sujet. Dans cette scène également, comme dans les autres des registres supérieurs, la main de l'atelier est très fréquente.
De nombreuses applications qui imitent les pierres et les métaux précieux apparaissent dans les vêtements des personnages.

## Mur du fond

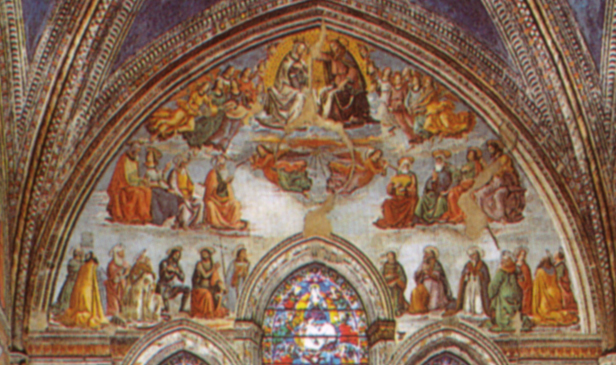
Couronnement de la Vierge.

Suivant le schéma ci-dessus, sont représentés : 
- 9 vert :  Incoronazione della Vergine e santi (tympan) (couronnement de la Vierge et saints)
- 1 violet :  San Domenico fa la prova dei libri nel fuoco (saint Dominique de Guzmán)
- 2 violet :  Uccisione di san Pietro martire (mort de saint Pierre martyre)
- 5 vert :  Annunciazione  (l'annonciation)
- 5 rouge : San Giovanni nel deserto (saint Jean-Baptiste au désert)
- 3 et 4 violet : Giovanni Tornabuoni et Francesca Pitti priant.

Situé dans une pièce réaliste où s'ouvre une fenêtre qui dévoile un doux paysage, les gestes de l'ange et de la Vierge de l'Annonciation rappellent L'Annonciation de Léonard de Vinci.
Saint Jean-Baptiste au désert figure le Baptiste qui est allé faire pénitence dans le désert alors qu'il est encore un jeune garçon. Il est représenté dans un paysage luxuriant, rendu un peu rude seulement par les pierres du chemin et par la falaise, au-delà de laquelle on aperçoit une ville portuaire située à proximité d'un éperon rocheux escarpé. Le Baptiste est représenté dans un mouvement vif qui secoue ses vêtements, le visage tourné vers les scènes où apparaissent ses parents, comme s'il voulait les saluer. Certains ont voulu voir dans cette figure un portrait de Michel-Ange adolescent, à l'époque apprenti dans l'atelier de Ghirlandaio, mais l'hypothèse apparaît plutôt forcée et n'est pas confirmée.
Dans Giovanni Tornabuoni et Francesca Pitti priant, alors que Tornabuoni est dépeint avec un réalisme remarquable, les traits de sa femme sont beaucoup plus rugueux, avec des coups de pinceau denses et légèrement flous. Sa pâleur émaciée est peut être due au fait qu'elle était déjà morte depuis quelques années.
Le Pala Tornabuoni, placé après la mort de Ghirlandaio et aujourd'hui démembré, était autrefois situé près du mur du fond, comme s'il se trouvait parmi les clients.

## Voûte
Dans les arêtes de la croisée d'ogives sont représentés les quatre Évangélistes assis, livre à la main pendant qu'ils écrivent ou montrent leur travail (sauf saint Marc qui aiguise la plume au couteau), flanqués de leurs symboles avec lesquels ils interagissent parfois :
- 1 jaune, Jean (apôtre)
- 2 jaune, Matthieu (apôtre)
- 3 jaune, Luc (évangéliste)
- 4 jaune, Marc (évangéliste)

Comme dans la chapelle Sassetti, bien qu'il s'agisse de personnages éloignés de l'observateur, ils sont soignés et en grande partie de la main du maître lui-même. Les visages et les drapés sont en effet peints avec soin, et un réalisme remarquable se retrouve aussi, par exemple, dans le bœuf de saint Luc.

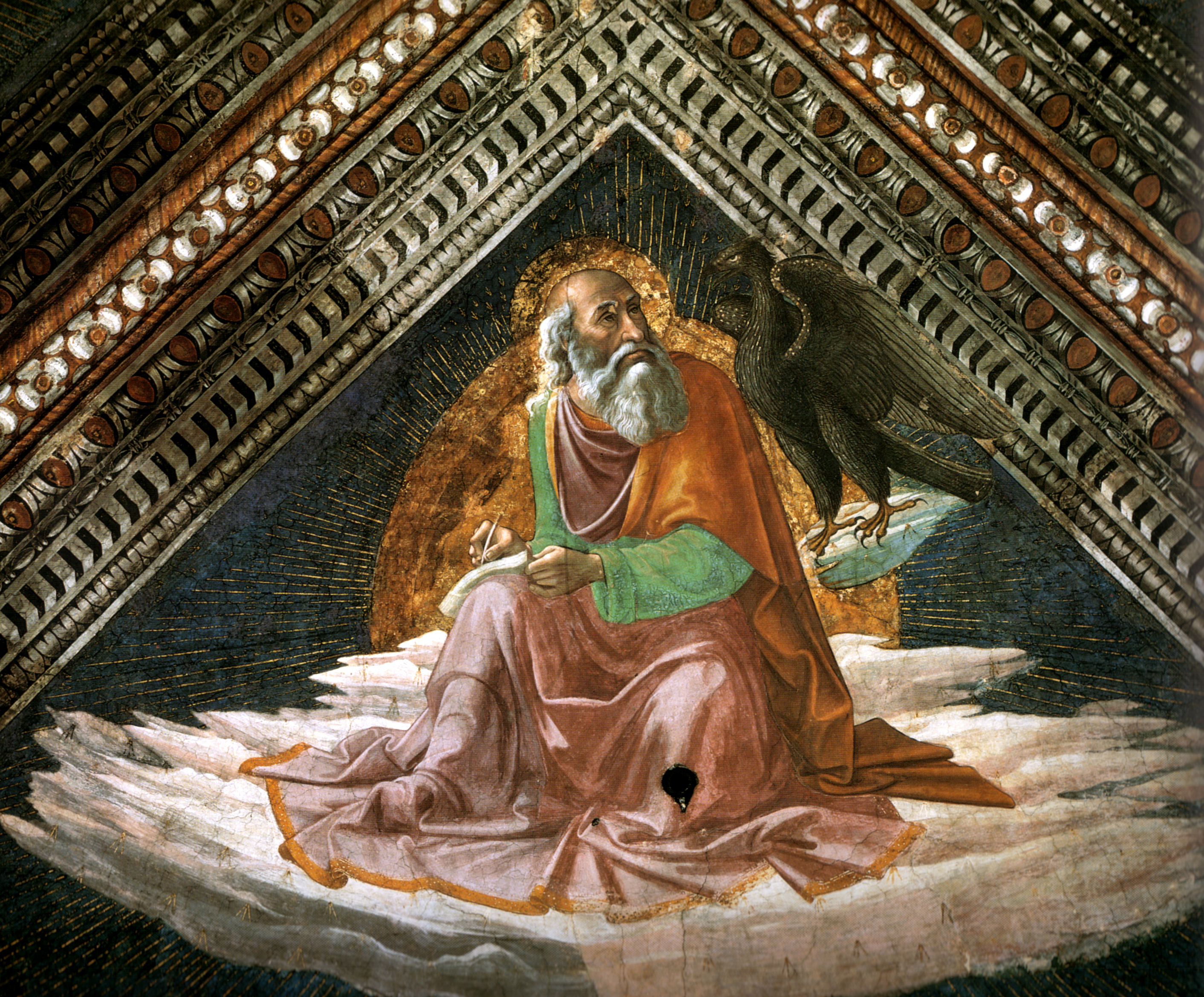
Saint Jean.
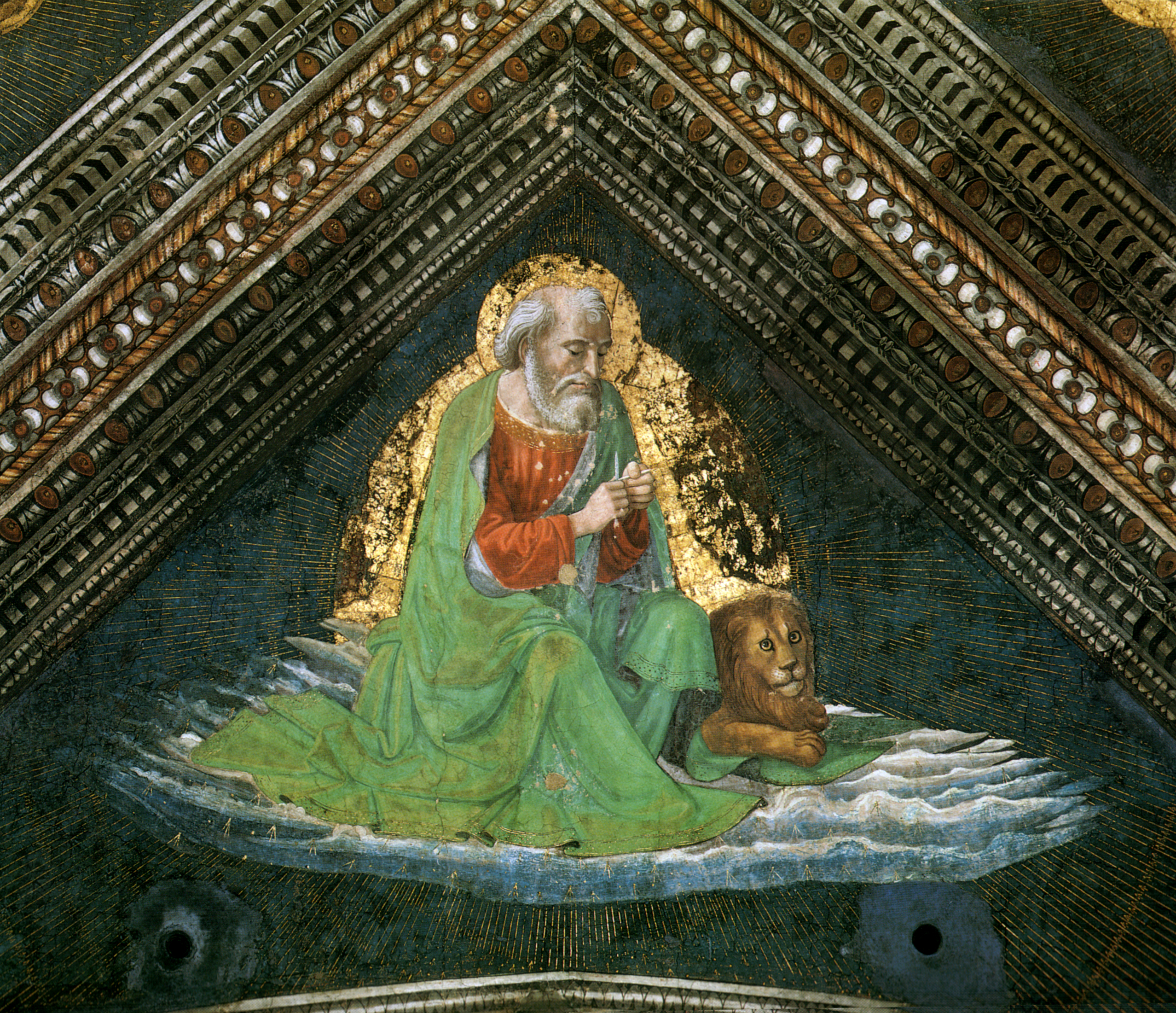
Saint Marc.
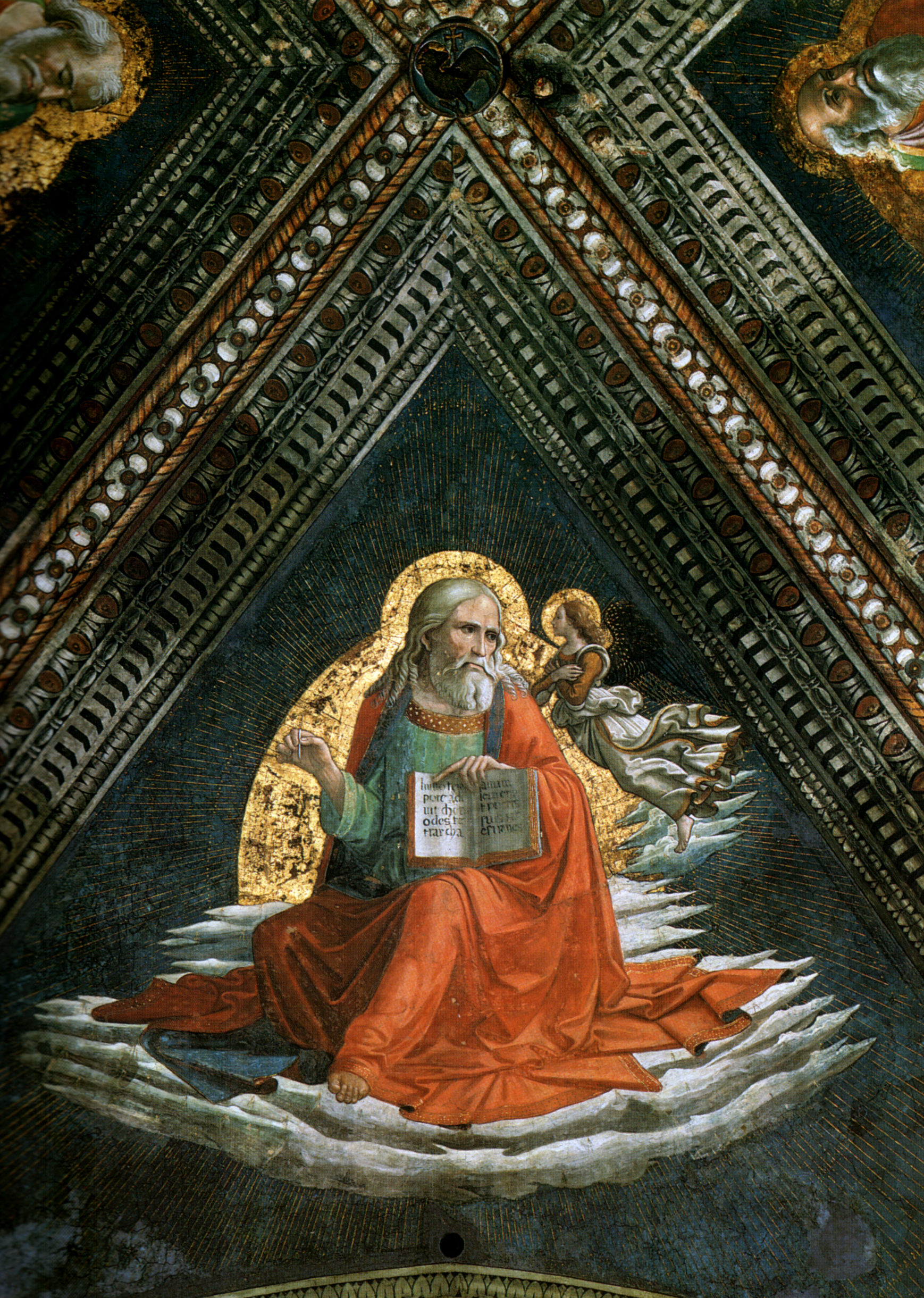
Saint Matthieu.
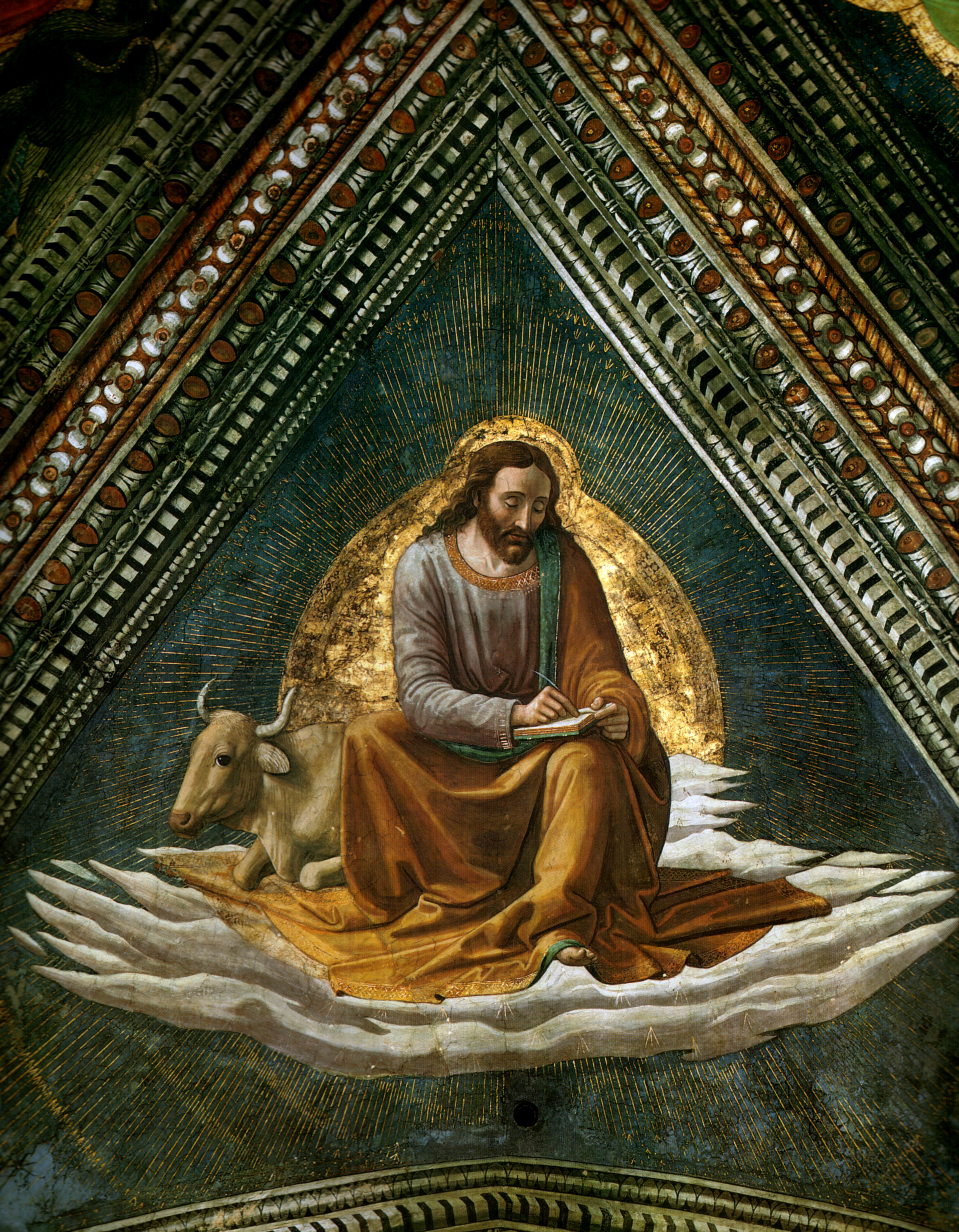
Saint Luc.

## Style des fresques
La popularité de Ghirlandaio résidait dans sa maîtrise de la mise en scène sacrée de la vie sociale de l'époque et dans sa capacité inégalée à dépeindre les membres de la meilleure société florentine, dont les Tornabuoni, proches alliés des Médicis, étaient alors parmi les plus importants. Le récit évangélique apparaît ainsi transposé dans un environnement proche et familier, dans lequel le client et son entourage sont glorifiés dans leurs propres vertus morales et religieuses, avec une certaine ostentation qui est un témoignage de foi et de moralité officielle. Le « popolo grasso » présent parmi les saints rassure ainsi le « petit peuple », assurant que ceux qui les gouvernent sont pieux et vertueux, soulignant combien le pouvoir de la classe dirigeante n'est pas le fruit du seul pouvoir économique, mais aussi de la grâce divine.
Dans l'ensemble, le résultat final est inégal : les scènes inférieures, réalisées directement par le maître et les plus proches du spectateur, présentent de magnifiques portraits, des compositions équilibrées et de magnifiques détails ; les scènes supérieures, en revanche, sont plus statiques, montrent des mouvements maladroits, une composition sommaire et une disparité dans le rendu des personnages, qui suggèrent une intervention massive de l'atelier ; cette discontinuité a influencé négativement, dans un certain sens, les critiques quant à la valeur à accorder à l'œuvre de Ghirlandaio, que certains n'ont pas hésité à redimensionner en tant que « portraitiste » important et rien de plus (en supposant une hiérarchie implicite entre les différents sujets de la peinture), alors qu'il n'a été réévalué que dans la seconde moitié du XXe siècle. La moindre attention aux détails dans les scènes supérieures est cependant contrebalancée par de plus grandes ouvertures de paysage et un registre plus lâche et plus rapide, avec quelques figures juste dessinées qui reflètent le style de la peinture compendium romaine.

## Présence de Michel-Ange

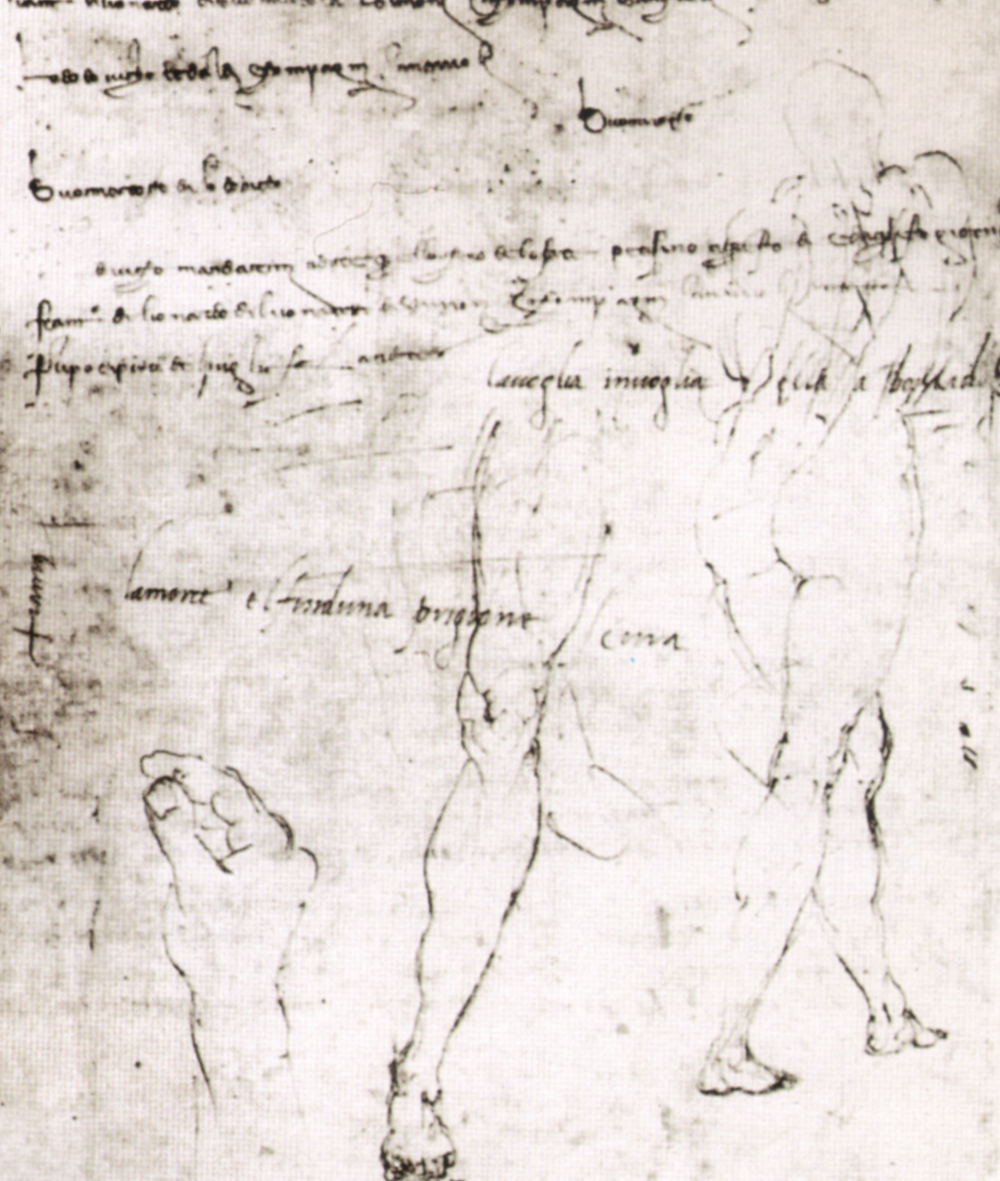
Michel-Ange, folio 3, Vol.II,3, Casa Buonarroti.

Un sujet ouvert, malgré des études répétées sur le sujet, est l'identification des contributions possibles du jeune Michel-Ange, à l'époque adolescent et apprenti dans l'atelier de Ghirlandaio, où il est resté peut-être trois ans ou moins. Si d'une part son jeune âge (à la fin des fresques il avait quinze ans) le reléguerait aux métiers d'un garçon d'atelier (préparation des couleurs, remplissage de partitions simples et décoratives), d'autre part on sait qu'il était le meilleur des jeunes élèves et il n'est pas exclu qu'on ait pu lui confier des tâches plus importantes. Vasari, très précis sur la biographie du grand Michel-Ange, a rapporté comment Domenico avait surpris le garçon en train de « représenter les échafaudages et des panneaux ronds avec les instruments du métier et les portraits des jeunes collaborateurs », à tel point que le maître déclara : « Il en sait plus que moi ».
Fineschi attribue au jeune peintre les figures de dos dans la Visitation, tandis que d'autres sont allés plus loin en lui attribuant des nus, comme l'homme pensif à la charrette dans la Présentation au Temple (que certains ont rapproché du portrait de Laurent de Médicis dans la Sagrestia Nuova), ou le groupe de ceux qui se font baptiser du Baptême du Christ, qui rappelleraient certains gestes typiques des garçons d'atelier, comme s'accroupir pour moudre les couleurs. Le jeune homme de dos, les jambes légèrement croisées, réapparaît  dans un dessin du Corpus de Michel-Ange de la Casa Buonarroti, sur le feuillet 3 du tome II,3, certainement une œuvre de jeunesse et autographe.
D'autres lui ont attribué le dodu Saint Jean dans le désert du mur central, aux accents sculpturaux si différents de la sérénité solennelle de l'art de Ghirlandaio.

## Chœur
Le magnifique chœur en bois a été sculpté et incrusté par Baccio d'Agnolo à l'époque où les fresques ont été peintes (1485-1490), avec un riche ornement « à l'ancienne » de la face arrière, dont celle avec Saint Jean en le désert et celle avec Saint Laurent sont attribués à Filippino Lippi, qui travaillait à l'époque dans la chapelle de Filippo Strozzi voisine.
Vasari fit entièrement remodeler le chœur en 1566, lorsque les accoudoirs, les sièges et les étagères des stalles du premier ordre furent refaits. Le grand pupitre en bois, utilisé pour supporter les manuscrits enluminés avec des chants liturgiques, date du XVIe siècle et porte les armoiries des Minerbetti.

## Autre mobilier
L'autel central est une œuvre néo-gothique du XIXe siècle. Le crucifix central est de Jean Bologne. Le chandelier du cierge pascal de droite, à colonne torsadée, est attribué à Pietro di Giovanni Tedesco (fin XIVe siècle), tandis que son jumeau de gauche est une reproduction moderne.